# San Salvador

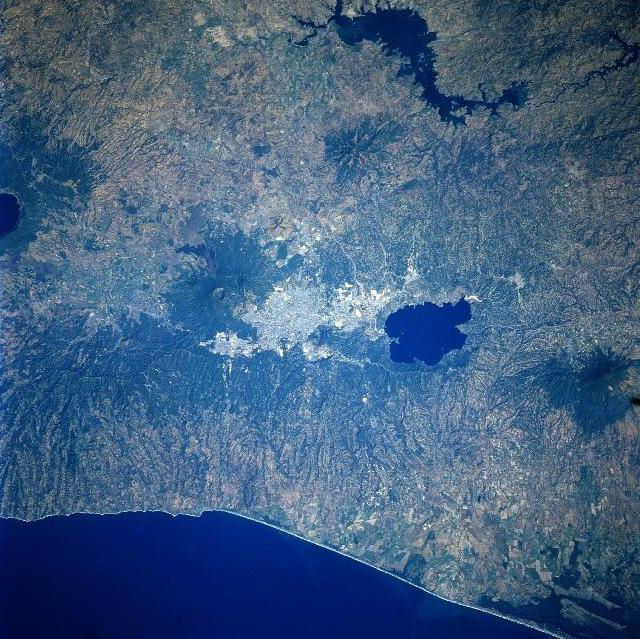
Imagen satelital diurna del Gran San Salvador

San Salvador es la capital y el principal centro urbano de la República de El Salvador. La ciudad se encuentra en el Valle de las hamacas (llamado así debido a la frecuente actividad sísmica de su zona) específicamente en el departamento de San Salvador, donde alberga las sedes de los poderes que rigen el centro político como la Casa Presidencial de El Salvador, el Palacio Legislativo, la Corte Suprema de Justicia y varias embajadas en el mundo. Asimismo la ciudad es un epicentro del desarrollo económico, empresarial, social, de comunicaciones, financiero y comercial del país, incluyendo el progreso cultural como museos, monumentos y su centro histórico.
San Salvador es el núcleo urbano más grande de El Salvador, considerando su distrito municipal dentro de San Salvador Centro junto con Mejicanos, Cuscatancingo, Ayutuxtepeque y Ciudad Delgado, y su extensa área metropolitana desde el punto de vista económico, demográfico, social, cultural, histórico, industrial y político. También la ciudad es considerada la tercera urbe más densamente poblada y con el desarrollo económico más acelerado de la región centroamericana sólo por detrás de la Ciudad de Guatemala y la Ciudad de Panamá. También constituye una ciudad importante del llamado «Triángulo Norte de Centroamérica» y uno de los principales asentamientos con un desarrollo industrial y económico firme, siendo el centro de las empresas nacionales e internacionales de servicios financieros y sociales del país.
La primera fundación de San Salvador tuvo lugar en 1525, probablemente en el Antiguo Cuscatlán. Se refundó en 1528 al sur de Suchitoto, pero su población no se asentaría en su emplazamiento actual hasta 1545. Fue un importante centro comercial durante la colonización española debido a la agricultura del añil y se convirtió en sede de la Alcaldía Mayor, Intendencia y la Provincia del territorio que, en su mayor parte, hoy conforma El Salvador. 
En San Salvador ocurrieron los primeros dos alzamientos del istmo en contra de las autoridades de la Corona española alrededor de 1811. Más tarde, sostuvo su autonomía durante la anexión al Primer Imperio Mexicano, al que se se unió por breve tiempo de manera forzosa. Después de que la Ciudad de Guatemala fungiera como capital de la República Federal de Centroamérica entre 1824 y 1834, además de un breve período en el que lo fue Sonsonate, San Salvador tomó el relevo durante el período 1834 y 1840, para lo cual se creó un Distrito Federal que incluía a San Salvador y a varios municipios de la periferia.
Ya con el desarrollo independiente de El Salvador con la agricultura del café, la ciudad tuvo un notable desarrollo en su infraestructura desde finales del siglo XIX. Sin embargo, debido a que se encuentra en una zona altamente sísmica, ha sufrido el azote de terremotos a lo largo de su historia. Restan solo fotografías, retratos o planos de sus antiguas edificaciones coloniales, como su antigua catedral y acueducto. El terremoto de 1873, por ejemplo, provocó que San Salvador fuera reconstruido con edificaciones de madera o de hierro importadas enteramente desde Bélgica y lámina troquelada italiana, así como las de las iglesias de San Francisco y Sagrado Corazón, además del Hospital Rosales, entre otras.
San Salvador es una de las primeras ciudades de fundación española en la Centroamérica histórica, la región que durante la colonización hispánica de América constituyó el Reino o Capitanía General de Guatemala. También es la capital más antigua y duradera en la región antedicha, ya que desde su traslado en 1545 al Valle de las Hamacas, ha permanecido ahí desde ese año hasta la actualidad. También, debido a que desde que la Monarquía Española la designó como sede administrativa de la provincia sansalvadoreña en 1540, permaneció así hasta llegar a establecerse como capital del Estado salvadoreño. Pese a los desastres naturales como terremotos, inundaciones y erupciones que esta población tuvo que soportar desde hace siglos, siempre fue reconstruida en su sitio original. Pese a algunos intentos de traslado en áreas menos sísmicas, San Salvador se ha establecido como la ciudad principal de El Salvador.
La ciudad es también la sede de la Arquidiócesis de San Salvador, así como de muchas ramas protestantes del cristianismo, incluyendo evangélicos. El Sistema de la Integración Centroamericana (SICA) tiene su sede en San Salvador. San Salvador ha albergado a los Juegos Centroamericanos y del Caribe en 1935, 2002 y 2023 y los Juegos Deportivos Centroamericanos en 1977 y 1994, incluyendo en la 24.ª y la 72.ª edición de Miss Universo.
Con una población de 330 543 habitantes, esta ciudad es la principal urbe del área metropolitana de San Salvador, una conurbación de alrededor de 1 711 476 habitantes en el año 2024. Cabe señalar que, por ello, esta aglomeración urbana es la segunda más grande de Centroamérica, solamente superada por el área metropolitana de Guatemala de la Ciudad de Guatemala, y la sexta en toda la región de América Central y el Caribe.

## Etimología
La ciudad de San Salvador fue nombrada por Gonzalo de Alvarado, en honor a la festividad católica del Santísimo Salvador cada 6 de agosto. Ese día fue instituido por el papa Calixto III, en acción de gracias por la victoria de los ejércitos cristianos sobre las fuerzas de Mehmed II en 1456 durante el sitio de Belgrado. De esta manera, muchas poblaciones y lugares fueron designadas con el nombre de San Salvador y varias iglesias puestas bajo la advocación del Divino Salvador del Mundo. Fue así que varios lugares fueron bautizadas por ese nombre, como Cristóbal Colón en su llegada a isla de Guanahaní, Bahamas en 1492. Por su parte, Pedro de Alvarado, al organizar una segunda expedición sobre el territorio de Cuscatlán, ordenó a su hermano Gonzalo a que le diera el nombre de San Salvador a la villa que allí se fundase, posiblemente el 1 de abril de 1525 por antonomasia de la salvación.
Este nombre sirvió la inspiración para el país, la cual fue la provincia de la colonia española a los mediados del siglo XVI, fue parte de Capitanía General de Guatemala como provincia y mucho después como intendencia en 1785. Ya entrando el siglo XIX con la Independencia de Centroamérica, y tras resistir la anexión como provincia independiente contra México, el país fue nombrado bajo el nombre de El Salvador en 1824.  Dejando San Salvador como la ciudad capitalina que ha mantenido desde 1546; el nombre también aplica con el departamento salvadoreño. 

## Historia

### Fundación de la ciudad y época colonial

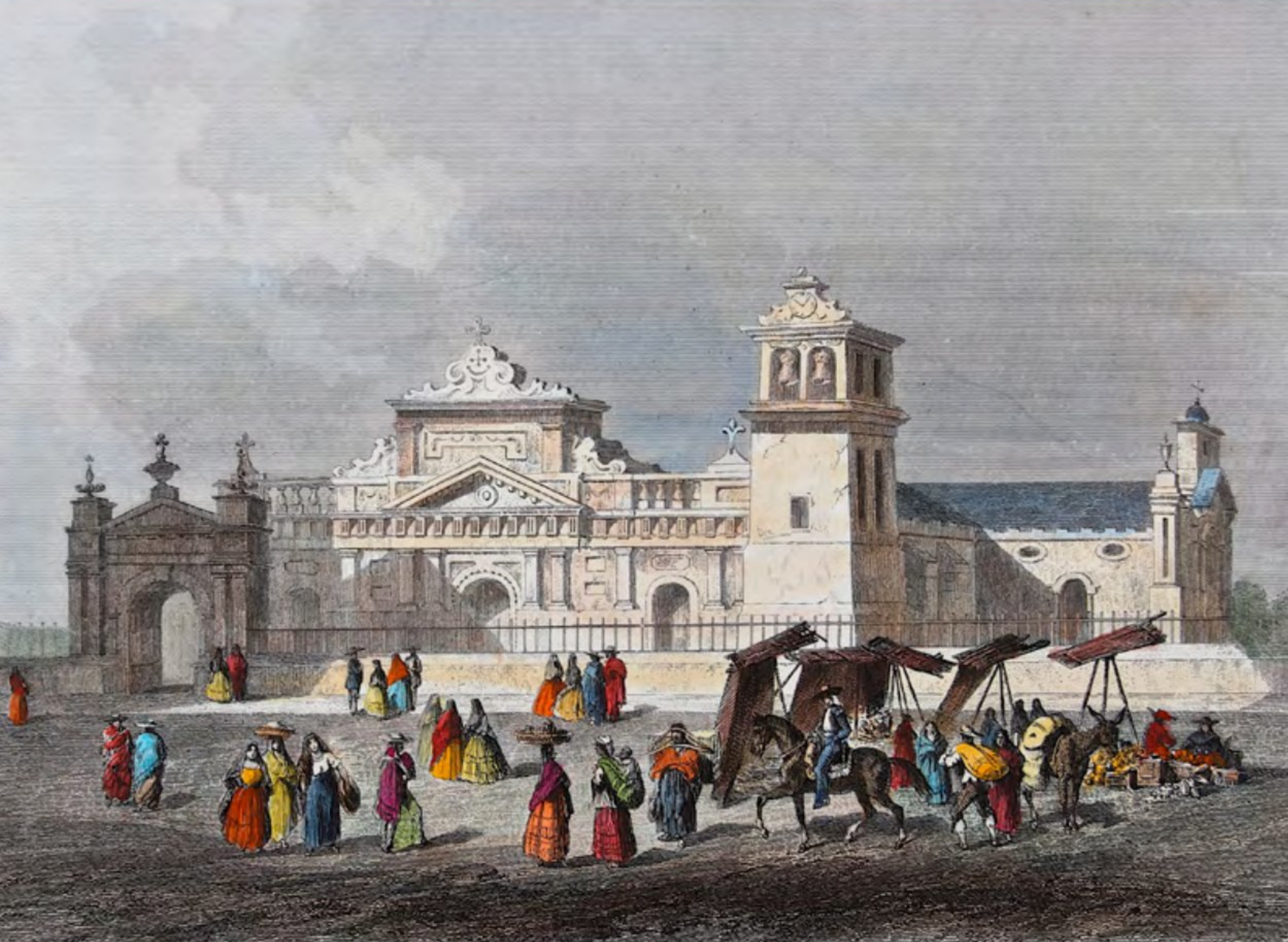
Litografía coloreada de la antigua iglesia parroquial y primera catedral de San Salvador en 1867

Después de las victorias sobre las huestes pipiles en las batallas de Acajutla y Tacuzcalco, el conquistador Pedro de Alvarado intentó someter a los nativos de la capital del Señorío de Cuzcatlán a su arribo el 18 de junio de 1524. Los cuscatlecos, sin embargo, huyeron a las montañas vecinas y el extremeño tuvo que replegarse hacia la zona de la actual Guatemala. La primera villa de San Salvador se fundó a menos de un año de esta expedición, por una misión no documentada al mando de Gonzalo de Alvarado. La primera mención que existe acerca de este asentamiento es una carta del mismo Pedro de Alvarado en Guatemala el 6 de mayo de 1525 haciendo notar que no se podía celebrar un cabildo por la ausencia de Diego de Holguín quien había partido a tomar el puesto de Alcalde ordinario de la villa de San Salvador.
Debido a las frecuentes rebeliones en el sitio por parte de los nativos, se abandonó la primera en 1526. Más adelante, el 1 de abril de 1528, una expedición liderada por Diego de Alvarado estableció una nueva villa en el lugar conocido actualmente como Ciudad Vieja, al sur de la actual localidad de Suchitoto. Su trazado original tardó quince días y llegó a ser poblada por un número de 50 a 60 viviendas, teniendo por alcaldes a Antonio de Salazar y Juan de Aguilar.
Después de la pacificación de la región, la pequeña localidad fue abandonada poco a poco y el nuevo asentamiento se ubicó, el año de 1545, en el valle de Zalcoatitán renombrado como “Valle de las Hamacas”. Se estima que tal acampamiento estuvo en la llamada cuesta del Palo Verde, y que fue conocida como “la Aldea”. Al norte de ese emplazamiento se comenzó a trazar la plaza Mayor, donde se ubica actualmente la plaza Libertad; al Este, se erigió la Iglesia consagrada al Santísimo Salvador del Mundo. El 27 de septiembre de 1546, mediante trámites de los procuradores Alonso de Oliveros y Hernán Méndez de Sotomayor, y por petición del Secretario de la Real Corona Juan de Samano ante el infante don Felipe por la ausencia del emperador Carlos V de Alemania y I de España, se elevó la villa a la categoría de ciudad por Real Provisión.
Durante la época colonial era la ciudad más importante de la Alcaldía Mayor de San Salvador, a su vez parte del Reino de Guatemala. En el siglo XVII, la actividad principal de esta región fue el añil, para su exportación a Europa. En la segunda mitad del siglo XVIII, debido a las Reformas borbónicas, que tenían como objetivo mejorar el cobro de impuestos y crear monopolios estatales, se creó la Intendencia de San Salvador en 1785; la propia ciudad fue cabecera de su partido.

### Época republicana

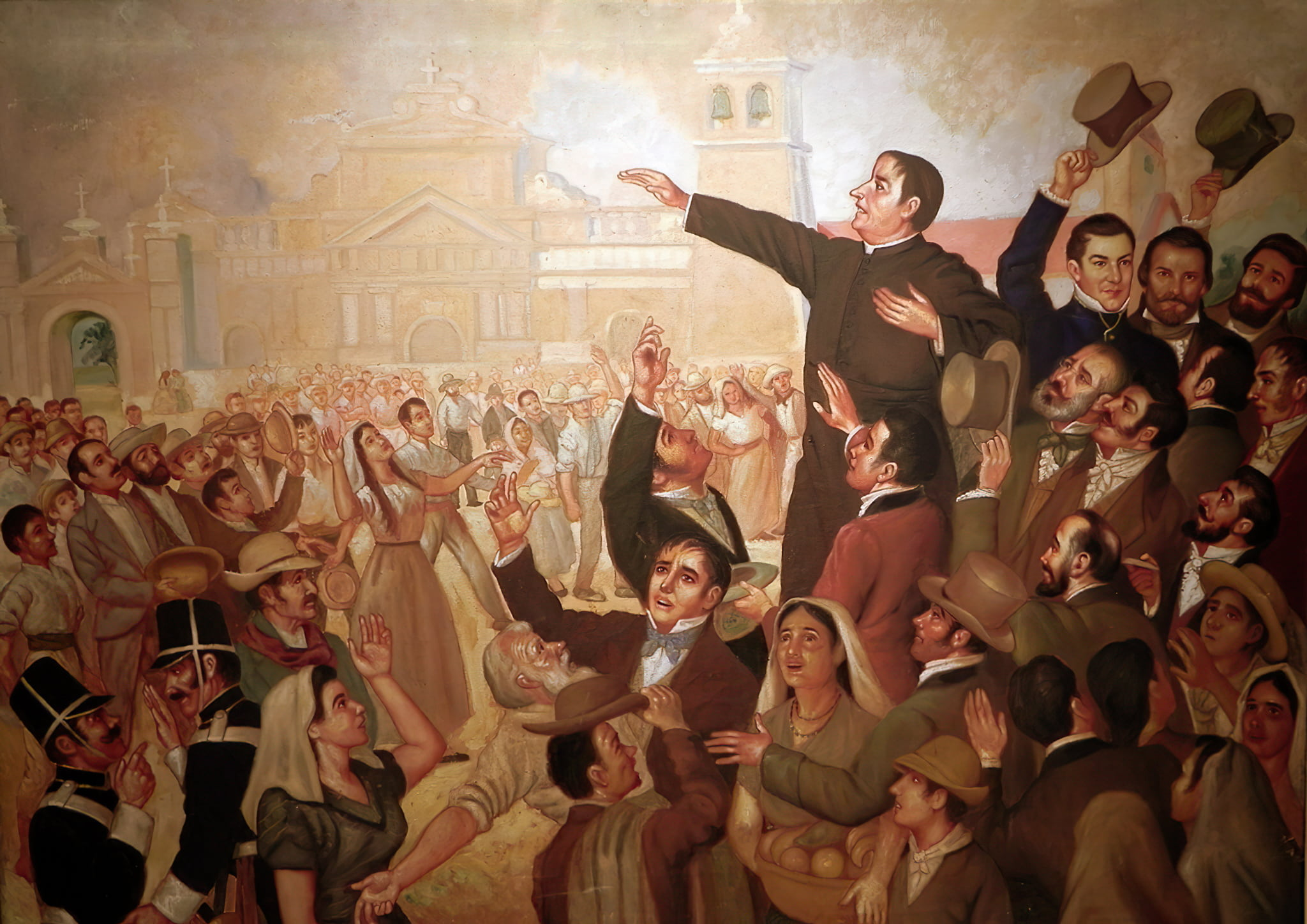
Primer grito de independencia centroamericana, ocurrido en San Salvador. En el cuadro resalta la figura de José Matías Delgado.

San Salvador tuvo un destacado rol en los años previos a la independencia de Centroamérica. Fue allí donde se dio la primera rebelión en 1811 en contra de las autoridades de la Capitanía, y una más en 1814, ambas sin éxito, movimiento liderado por el sacerdote José Matias Delgado y Manuel José Arce Fagoaga quienes continuaron hasta la independencia de España en 1821. El 8 de mayo de 1821, debido a un decreto de las Cortes Generales españolas la intendencia de San Salvador se convirtió en la provincia de San Salvador, contando con un jefe político y una diputación. Con la declaración del Plan de Iguala por Agustín de Iturbide, las entonces provincias de la Capitanía declararon su emancipación el 15 de septiembre de 1821. Las noticias de este suceso llegaron a San Salvador el 21 de septiembre.

La plaza Francisco Morazán está ubicada en el centro histórico de la ciudad de San Salvador, El Salvador. Es considerado el monumento más antiguo de esta ciudad.

A partir de entonces, la provincia de San Salvador, al igual que toda la antigua Capitanía general de Guatemala, se encontraba bajo la dirección de la Junta Provisional Consultiva con sede en Guatemala. Meses después de la independencia, llegó desde México una invitación de Iturbide para que las provincias se unieran al nuevo Imperio. La Junta decidió su anexión el 5 de enero de 1822; solo dos ayuntamientos, de los 170 que conformaban la región, se negaron: San Salvador y San Vicente. En los siguientes dos años la ciudad enfrentó dos invasiones desde Guatemala, que las fuerzas defensoras pudieron repeler. Sin embargo, en febrero de 1823, Vicente Filísola asedió a la ciudad y la ocupó el 9 de ese mes; su estadía acabó debido al retiro del poder de Iturbide.
Con el nacimiento de la República Federal de Centroamérica en 1824 y el establecimiento del Estado del Salvador, la ciudad se vio envuelta en los turbulentos años que enfrentaron a liberales y conservadores. Para separarse de la influencia de poder que ejercía la ciudad de Guatemala, el Congreso Federal decidió trasladar la capital de la federación a San Salvador en junio de 1834, y creó allí un Distrito Federal el 20 de abril de 1835. La situación caótica de la región creó un estado de pobreza general, que empeoraría más debido a una epidemia de cólera en 1836. Todo ello, causaría inestabilidad en la región, lo que llevaría a una guerra civil que ocasionaría la disolución de la República Federal y que El Salvador asumiera su soberanía en febrero de 1841; pero será hasta el 25 de enero de 1859, cuando por decreto legislativo, se oficialice su calidad de república libre, soberana e independiente.
La economía del país cambió gradualmente en la segunda mitad del siglo XIX, pues el añil fue sustituido por el cultivo de café como principal producto de exportación. La ciudad tuvo un cambio en sus edificios principales, cuyos diseños tuvieron influencias europeas. Para el caso, durante la administración del General Gerardo Barrios fue construido un Palacio Nacional con características Neoclásicas; lo mismo que la Universidad de El Salvador, en 1870, con notables influencias francesas. Por otro lado, un hecho destacado fue la llegada del telégrafo en 1879. Un viajero de apellido Sherzer describió a la población en esos años: 

Entre todas las ciudades que he visitado en Centroamérica, con la única excepción de Guatemala, (San Salvador) es la más limpia y con apariencia más placentera

Un diplomático estadounidense, Ephraim George Squier, por su parte, en un libro llamado “Notas sobre Centroamérica” estimaba la población de esta localidad en 25 000 personas en 1852. A pesar de todo, cualquier avance en la infraestructura tenía como problema los habituales terremotos que han asolado la región. Por ejemplo, el terremoto del 16 de abril de 1854 causó tanta destrucción en la capital, que las autoridades se trasladaron a Cojutepeque por cuatro años; y Santa Tecla surgió para hacer de ella una potencial capital. Pero en 1858 las autoridades regresaron a San Salvador y por Decreto Legislativo del 27 de enero de 1859, publicado en la Gaceta del (Sic) Salvador N.º 75, Tomo N.º 7, del 2 de febrero de 1859, se declaró que la antigua ciudad de San Salvador volvía a ser la capital del país. Hubo otros acontecimientos telúricos en 1873 y 1880.

### SiglosXXyXXI

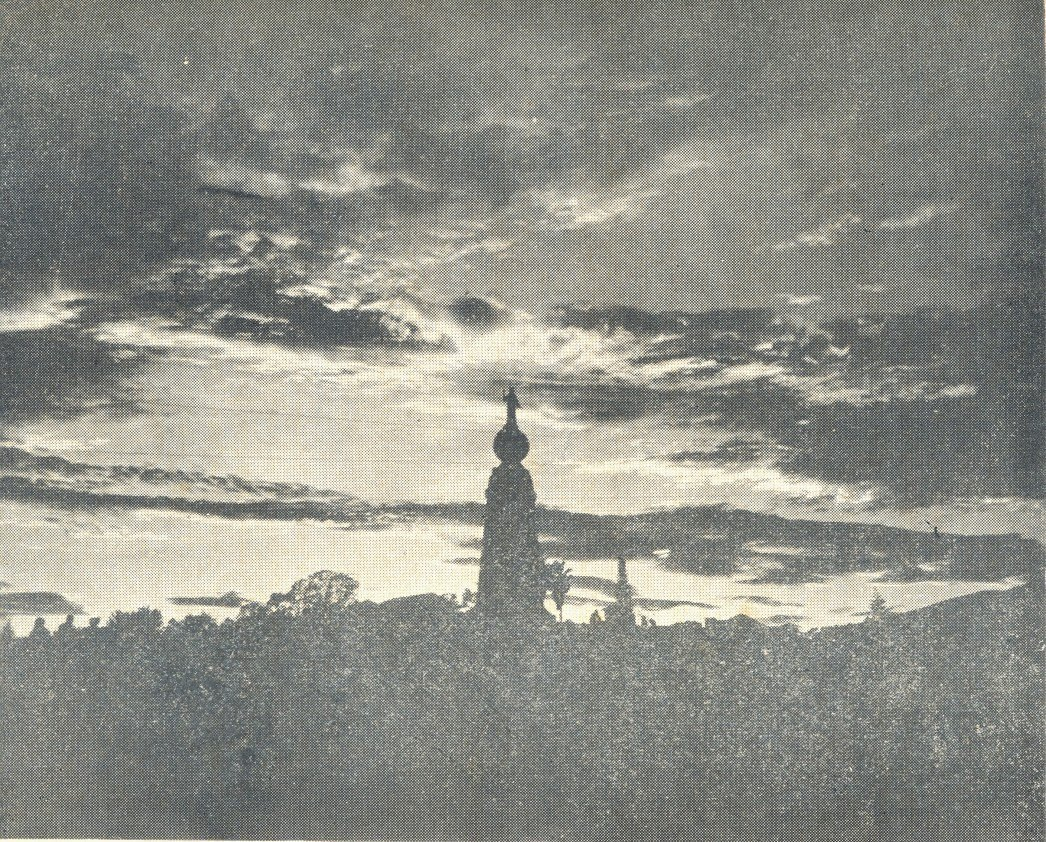
La estatua de Jesucristo, que adorna el Monumento al Divino Salvador del Mundo, se encontraba en la tumba del presidente Araujo (circa 1960s).

A inicios del siglo XX, la capital, como el país en general, se desarrolló en función de los ingresos generados por la exportación del café. Como expresión de esa prosperidad fueron iniciadas diversas estructuras reconocidas en la urbe, tales como el Parque Dueñas, después conocido como plaza Libertad (1900); el Teatro Nacional de San Salvador; la ex Casa Presidencial (1911) y el Hospital Rosales (inaugurado en 1902). Todas construidas en aras de hacer la localidad más cosmopolita. Sin embargo, nuevamente los desastres naturales destrozaron muchos edificios de esos años con los terremotos de 1917 y 1919; y una inundación en 1922.

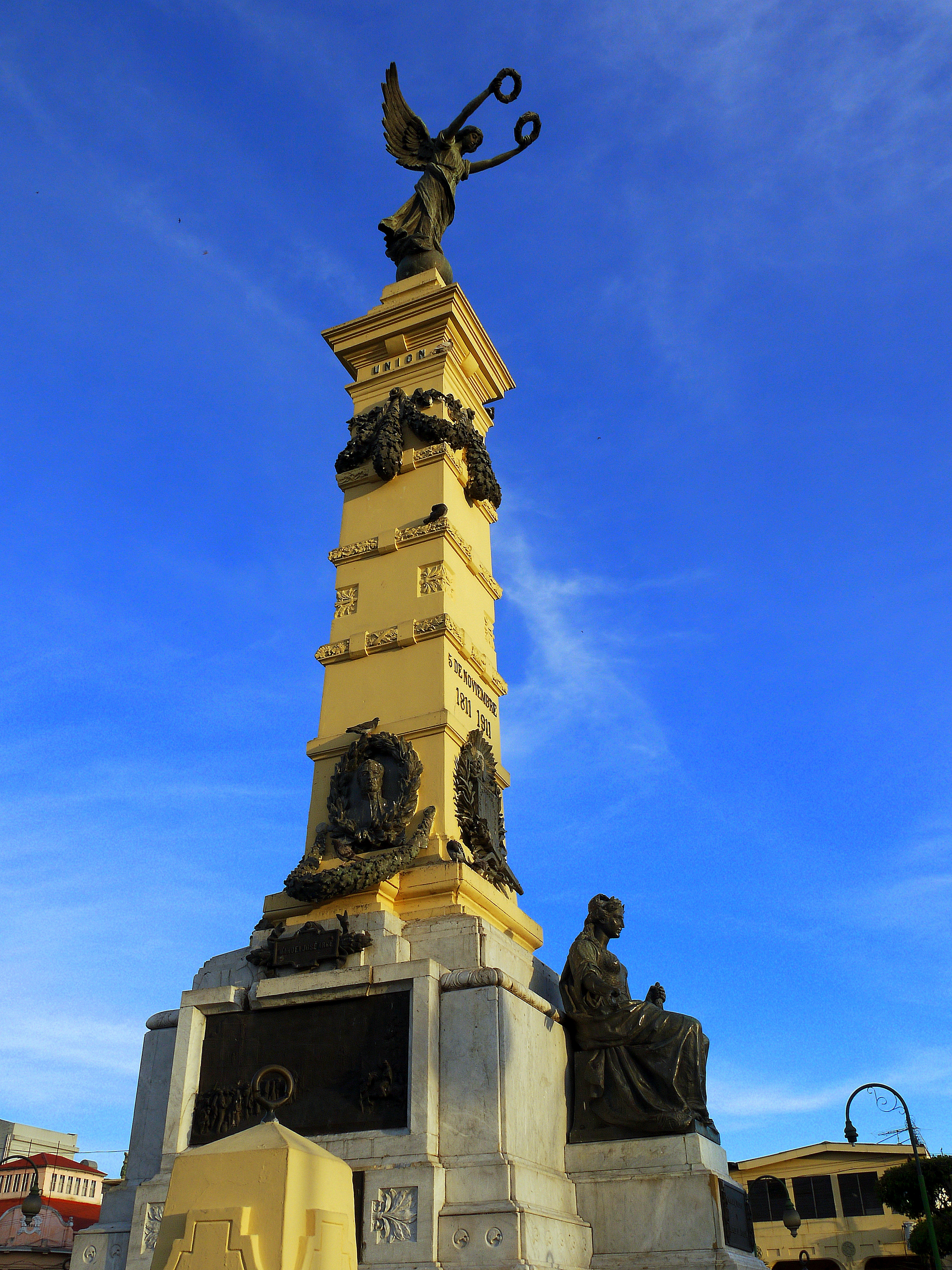
Monumento a los Próceres, ubicado en la plaza Libertad. Acá se dio el primer trazo de la ciudad durante su mudanza al actual valle en 1545.

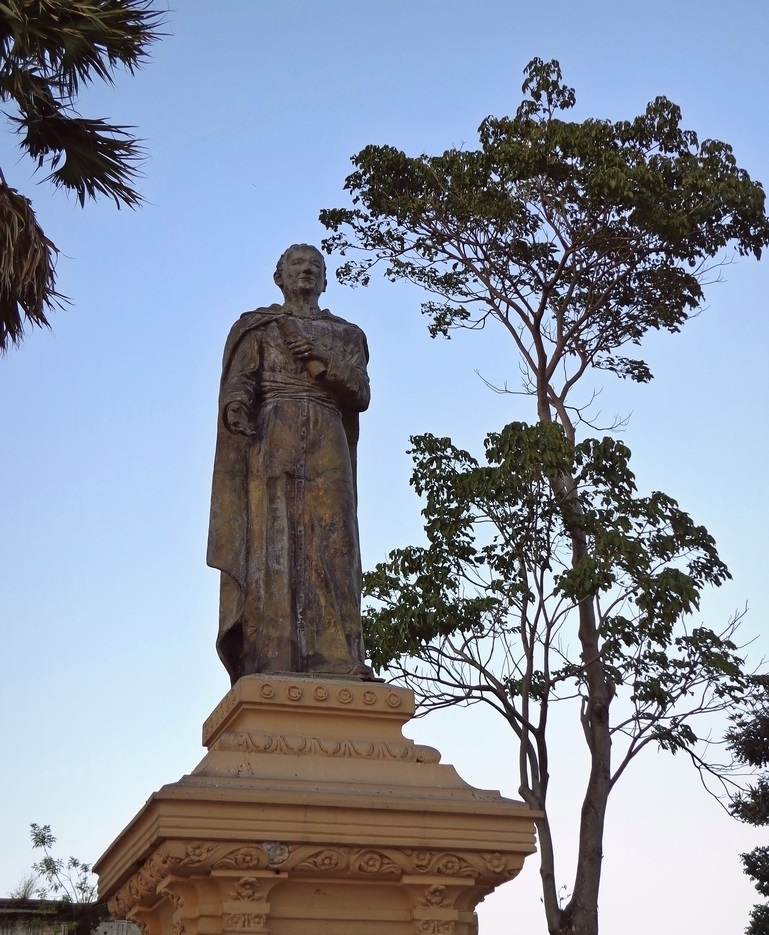
Monumento al prócer José Matías Delgado y de León en la plaza San José; reconocido como el líder intelectual del movimiento independentista; Delgado comenzó los movimientos revolucionarios contra la Corona española.

Por ser la sede del gobierno, en San Salvador ocurrieron importantes acontecimientos políticos a lo largo del siglo. Justo en los primeros años acaeció el magnicidio de Manuel Enrique Araujo el 4 de febrero de 1913 en el Parque Bolívar, actual plaza Gerardo Barrios. Años más tarde arribaría al poder Maximiliano Hernández Martínez a través de un golpe de Estado en 1931, en medio de la crisis económica que resultó en la caída de los precios del café durante los años de la Gran Depresión. A partir de entonces iniciaría una época de agitación política con el predominio del estamento militar. El período entre las décadas de 1950 y 1960 fue de gran crecimiento económico, debido al aumento de los precios del café a nivel internacional. Algunos llaman a esta época la "edad de oro de El Salvador"; esta abundancia se demostró en el esplendor y la fama que mostraba en las recepciones y fiestas que mostraba la casa presidencial. La antigua casa del gobierno está rodeada de cuatro hermosos parques, que llevan el nombre de personas de importancia nacional e internacional. Estas personas son: Juan José Cañas, compositor salvadoreño y autor de la letra del Himno Nacional; Felipe Soto, famoso compositor nacional; Venustiano Carranza, político de México y presidente de ese país de 1917 a 1920; y Miguel de Cervantes, uno de los mejores escritores que España ha visto, conocido mundialmente como el creador de Don Quijote. José Napoleón Duarte fue alcalde de San Salvador desde 1964 hasta 1970. Duarte mantuvo el cargo hasta 1970 y se convirtió en el líder más visible de la oposición antimilitarista. Su administración fue fundamental para construir nuevas escuelas y proporcionar servicios básicos como el alumbrado público, los sistemas de alcantarillado y la recolección de basura. Inició las Escuelas Nocturnas para Adultos ayudando a muchos trabajadores adultos a convertirse en técnicos y también a obtener diplomas de escuela secundaria. Apoyó a los sectores emergentes de la economía y cierta redistribución de la riqueza.  Duarte ganó fácilmente las dos siguientes elecciones para alcalde en marzo de 1966 y marzo de 1968.  Otros dirigentes democristianos, como Carlos Herrera Rebollo, José Antonio Morales Erlich y Adolfo Rey Prendes ocuparían la Alcaldía de San Salvador en los siguientes años. En la década de 1970, con el aumento de la violencia política, San Salvador fue el escenario de numerosas protestas populares de diversas organizaciones opositoras al régimen; la mayor de ellas, registrada en la historia del país, ocurrió el 22 de enero de 1980.

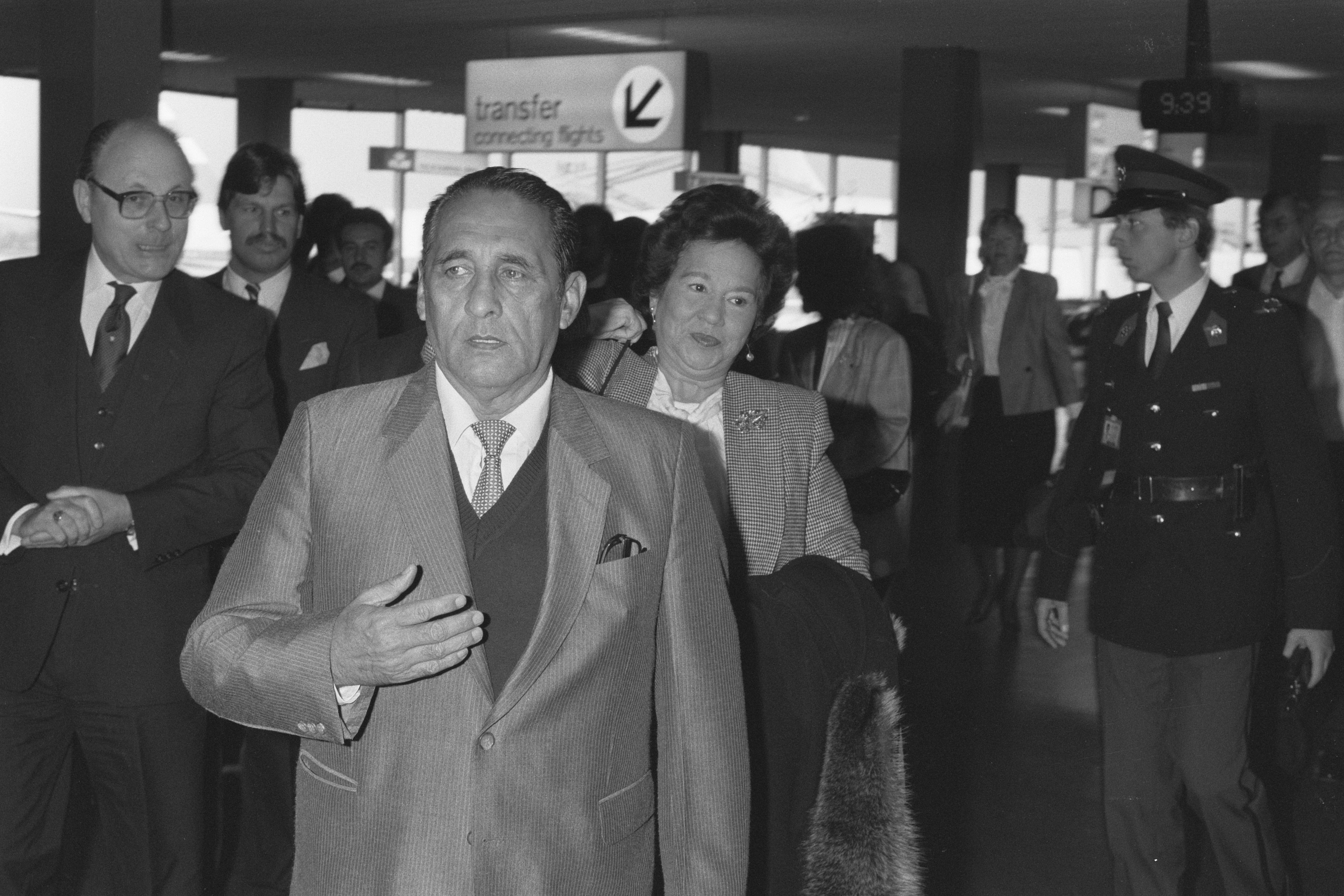
En 1964 fue elegido alcalde el candidato del Partido Demócrata Cristiano, el ingeniero José Napoleón Duarte, quien ejerció el cargo de 1964 a 1970. Dando inicio a políticas progresivas de desarrollo económico; Los años 1960 a 1980 fueron la época dorada de San Salvador en todos los aspectos de seguridad, calidad de vida y modernización.

Con el advenimiento de la guerra civil, a pesar de no ser teatro de operaciones militares, la situación en las calles de la capital era de zozobra. Desapariciones forzadas, bombas y paros de transporte público eran habituales. En esos años, un acontecimiento en especial asoló el área metropolitana: el terremoto de 1986, el cual, además de cobrarse alrededor de 5,600 vidas, destruyó muchos de los edificios del "Centro Histórico". Otro de los momentos más críticos ocurrió con la denominada "ofensiva final" del 11 de noviembre de 1989. La firma de los Acuerdos de Paz de Chapultepec, el 16 de enero de 1992, terminó con la guerra civil. En esos días, en el centro histórico se desarrollaron diversas muestras de júbilo, especialmente el 1 de febrero con el cese oficial de las acciones militares. A pesar de este logro histórico que puso fin a la violencia política, nuevos retos aparecieron con la progresión de la violencia delincuencial. Existe una estatua erigida en memoria de san Óscar Arnulfo Romero, mártir. De hecho, la plaza fue el escenario central de la beatificación del arzobispo salvadoreño que reunió alrededor de 300 mil feligreses el 23 de mayo de 2015.

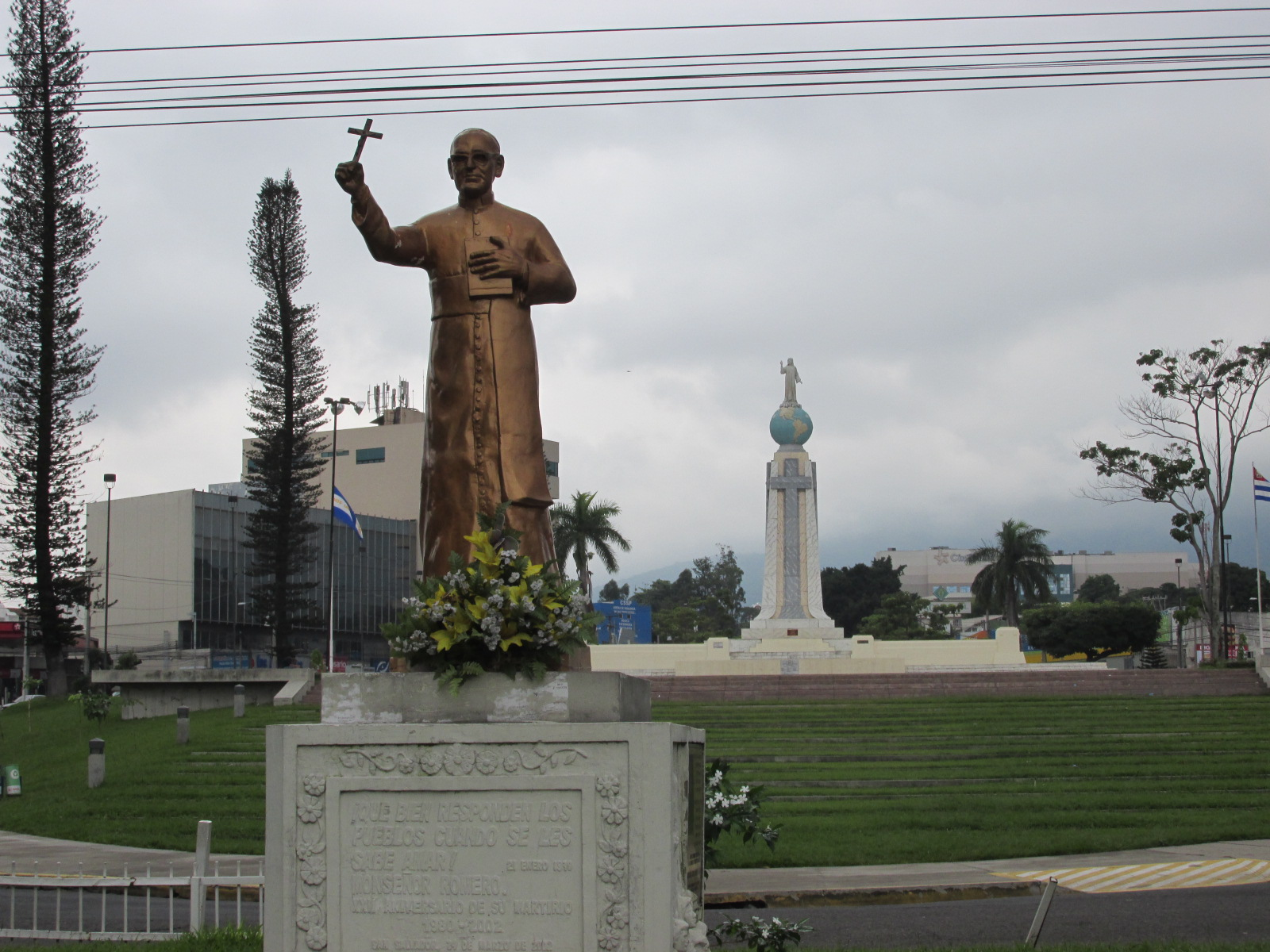
Monumento Divino Salvador del Mundo: y la estatua de Monseñor Romero.

En la década de 1990 hubo un auge económico con la implantación de un modelo neoliberal en el país. La ciudad fue más activa económicamente con la llegada de franquicias internacionales, la creación de nuevos pasos vehiculares a desnivel, nuevos centros comerciales, y zonas de esparcimiento. En la primera década del siglo XXI, el Gobierno ha construido nuevas carreteras en las afueras del municipio para descongestionar el paso por la ciudad. Por otro lado, el desempleo en los últimos años ha provocado más problemas sociales, entre ellos el aumento del comercio informal.                                                            
Actualmente San Salvador está experimentando un proceso de gentrificación, en parte ligado a una voluntad política.
Revitalización del centro histórico de San Salvador.

Plaza Morazan San Salvador.

La transformación del centro histórico de San Salvador se convirtió en uno de los más importantes proyectos del nuevo alcalde de San Salvador. Bukele implementó un plan que comenzó con la reubicación de los vendedores ambulantes.Adecuó un edificio para convertirlo en el mercado Cuscatlán y creó la primera biblioteca municipal de San Salvador.
Suscribió un acuerdo de cooperacióncon la entonces Secretaría de Cultura de la Presidencia de El Salvador para restaurar y conservar los monumentos históricos de la capital, los cuales también fueron iluminados. Remodeló por completo e inauguró la nueva plaza Gerardo Barrios y el nuevo parque Lineal. Durante los últimos meses de su mandato, la alcaldía ejecutó obras de ampliación de vías públicas, la remodelación de edificios y la reconstrucción de instalaciones eléctricas y líneas de telecomunicaciones, todas con un costo de alrededor de 5.7 millones de dólares.
Durante su gestión se dedicó a pacificar el peligroso centro de San Salvador. Su administración municipal instaló un nuevo sistema de videovigilancia en las calles de los distritos afectados por la criminalidad. Bukele fomentó las medidas preventivas para lidiar con las pandillas en lugar de actuar contra ellos con policías y militares: «En mi opinión, es como dar una aspirina a una persona que tiene un tumor en la cabeza, primero enviando a la policía, luego enviando al ejército, si consiguen encarcelarlos… después de largas discusiones legales, la violencia vuelve y la rueda sigue girando». su sucecor Alcalde Mario Durán, inicia con el plan de limpieza profunda del centro histórico de nuestra ciudad capital. mantiene firme su compromiso en la revitalización del centro histórico

## Geografía
San Salvador está ubicado en la zona central del país. Su elevación se encuentra entre 600 y 1000 metros sobre el nivel del mar. Aunque la propia ciudad se encuentra a 670 m s. n. m. Limita al norte con los municipios de Nejapa, Mejicanos, Cuscatancingo, y Ciudad Delgado, al este con Soyapango y San Marcos, al sur con Panchimalco y también con San Marcos, y al oeste con Antiguo Cuscatlán y Santa Tecla.
La geografía de la capital salvadoreña está dominada por dos grandes prominencias orográficas, las cuales hacen inconfundible el paisaje de la capital, ya que desde cualquier punto de la ciudad estas pueden observarse: el Volcán de San Salvador y el Cerro San Jacinto. El primero se compone de dos grandes formaciones: El Picacho, con una altitud de 1959.97 m s. n. m.; y la otra, El Boquerón, la formación más voluptuosa, de 1839.39 m s. n. m., la cual posee un enorme cráter de 1.5 km de diámetro. Este volcán es representativo de la ciudad, al punto que básicamente forma su skyline (horizonte), palideciendo a cualquier otra estructura construida por mano humana en la urbe, quizá a eso se deba que pese a cierto despegue inmobiliario que ha experimentado la localidad desde finales de la década de 1990, ninguna estructura ha llegado a convertirse en icono de la misma, exceptuando los edificios históricos. La segunda estructura orográfica más representativa de este municipio es el Cerro San Jacinto, la cual posee una altura de 1100 msm y que hasta recientemente poseía en su cúspide un teleférico. El mencionado Volcán de San Salvador se ubica al oeste de la ciudad, mientras que el Cerro San Jacinto en su extremo Sureste. Estas dos atalayas naturales enmarcan el valle en el que se asienta San Salvador.
El valle en el que se ubica San Salvador lleva por nombre "de Las Hamacas" o de "Zalcoatitán". El primero fue puesto por los conquistadores ibéricos debido a su naturaleza sísmica. Y es que este valle es atravesado por muchas fallas tectónicas, razón por la que San Salvador ha sido destruida y reconstruida más de una veintena de veces desde que se trasladó a este territorio en 1545. El valle es muy estrecho comparado con otros valles salvadoreños y se encuentra lejos de ser plano, ya que desde el Oeste, donde se encuentra el Volcán de San Salvador, alcanza una altura de más de 1000 m s. n. m. para luego ir descendiendo poco a poco hasta encontrarse con el Cerro San Jacinto y las riveras del Río Acelhuate, alcanzando acá una escasa altura de 590 m s. n. m., resultando así a la vista de cualquier espectador que este valle es solo una prolongada extensión de las laderas del Volcán de San Salvador. Además de esto, el valle no es siempre continuo, ya que este es atravesado por muchos arenales y ríos, tales como el Arenal La Mascota, el Arenal Monserrat, el Arenal Tutunichapa, entre otros, todos discurriendo de oeste a este, siguiendo la depresión misma de la llanura hasta desembocar en el río Acelhuate.
Por el sur, el valle y municipio de San Salvador es flanqueado por la Cordillera del Bálsamo, separándolo esta de la llanura costera. Hacia el Norte, el paso del Valle de Las Hamacas es bloqueado por unas suaves serranías correspondientes a los municipios de Ayutuxtepeque y Ciudad Delgado, que separan a San Salvador de otro largo valle que se extiende hasta la cuenca del Río Lempa en el Norte del país.
| Noroeste: Santa Tecla (departamento de La Libertad) y Nejapa | Norte: Mejicanos y Cuscatancingo | Nordeste: Ciudad Delgado |
| Oeste: Antiguo Cuscatlán (departamento de La Libertad)       |                                  | Este: Soyapango          |
| Suroeste: Antiguo Cuscatlán (departamento de La Libertad)    | Sur: Panchimalco y San Marcos    | Sureste: San Marcos      |

### Clima
San Salvador tiene un clima cálido todo el año, siendo diciembre, enero y febrero los más frescos. Las temperaturas se mantienen entre los 18 y 33 grados centígrados. Los más calurosos son de marzo a mayo. De mayo a octubre es la estación lluviosa, usualmente se producen inundaciones (sobre todo en los ríos). Por lo tanto, la ciudad tiene un Clima tropical gangético (Awg) de acuerdo con la Clasificación climática de Köppen .
La temperatura varía entre el mediodía y la medianoche, debido a cambios en los niveles de humedad. La temperatura más alta registrada en San Salvador fue de 38,5 °C, la más baja fue de 4,0 °C.
| Parámetros climáticos promedio de San Salvador                                                            | Parámetros climáticos promedio de San Salvador | Parámetros climáticos promedio de San Salvador | Parámetros climáticos promedio de San Salvador | Parámetros climáticos promedio de San Salvador | Parámetros climáticos promedio de San Salvador | Parámetros climáticos promedio de San Salvador | Parámetros climáticos promedio de San Salvador | Parámetros climáticos promedio de San Salvador | Parámetros climáticos promedio de San Salvador | Parámetros climáticos promedio de San Salvador | Parámetros climáticos promedio de San Salvador | Parámetros climáticos promedio de San Salvador | Parámetros climáticos promedio de San Salvador |
| Mes | Ene.                                           | Feb.                                           | Mar.                                           | Abr.                                           | May.                                           | Jun.                                           | Jul.                                           | Ago.                                           | Sep.                                           | Oct.                                           | Nov.                                           | Dic.                                           | Anual                                          |
| --- | ---------------------------------------------- | ---------------------------------------------- | ---------------------------------------------- | ---------------------------------------------- | ---------------------------------------------- | ---------------------------------------------- | ---------------------------------------------- | ---------------------------------------------- | ---------------------------------------------- | ---------------------------------------------- | ---------------------------------------------- | ---------------------------------------------- | ---------------------------------------------- |
| Temp. máx. abs. (°C)                                                                                      | 38.3                                           | 39.4                                           | 40.6                                           | 40.0                                           | 39.4                                           | 36.7                                           | 36.7                                           | 36.7                                           | 37.2                                           | 38.3                                           | 38.9                                           | 38.3                                           | 40.6                                           |
| Temp. máx. media (°C)                                                                                     | 30.3                                           | 30.1                                           | 32.0                                           | 32.2                                           | 30.8                                           | 29.5                                           | 30.1                                           | 30.0                                           | 29.0                                           | 29.1                                           | 28.0                                           | 28.6                                           | 30                                             |
| Temp. media (°C)                                                                                          | 22.2                                           | 22.8                                           | 23.8                                           | 24.5                                           | 24.2                                           | 23.3                                           | 23.3                                           | 23.2                                           | 22.8                                           | 22.8                                           | 22.4                                           | 22.0                                           | 23.1                                           |
| Temp. mín. media (°C)                                                                                     | 15.9                                           | 16.8                                           | 17.7                                           | 19.0                                           | 20.0                                           | 19.6                                           | 19.1                                           | 19.3                                           | 19.4                                           | 18.0                                           | 17.9                                           | 15.1                                           | 18.2                                           |
| Temp. mín. abs. (°C)                                                                                      | 7.2                                            | 9.4                                            | 7.2                                            | 12.2                                           | 14.4                                           | 13.3                                           | 14.4                                           | 15.6                                           | 11.7                                           | 12.2                                           | 9.4                                            | 8.3                                            | 7.2                                            |
| Precipitación total (mm)                                                                                  | 5.0                                            | 2.0                                            | 9.0                                            | 36.0                                           | 152.0                                          | 292.0                                          | 316.0                                          | 311.0                                          | 348.0                                          | 217.0                                          | 36.0                                           | 10.0                                           | 1734.0                                         |
| Días de precipitaciones (≥ 1 mm)                                                                          | 1                                              | 1                                              | 1                                              | 5                                              | 13                                             | 20                                             | 20                                             | 20                                             | 20                                             | 16                                             | 4                                              | 2                                              | 123                                            |
| Horas de sol                                                                                              | 301                                            | 277                                            | 294                                            | 243                                            | 220                                            | 174                                            | 239                                            | 257                                            | 180                                            | 211                                            | 267                                            | 294                                            | 2957                                           |
| Fuente n.º 1: World Meteorological Organization, Sistema de Clasificación Bioclimática Mundial (extremes) |                                                |                                                |                                                |                                                |                                                |                                                |                                                |                                                |                                                |                                                |                                                |                                                |                                                |
| Fuente n.º 2: Danish Meteorological Institute (sun only)                                                  |                                                |                                                |                                                |                                                |                                                |                                                |                                                |                                                |                                                |                                                |                                                |                                                |                                                |

### Orografía
Entre las elevaciones que tiene el municipio están el cerro El Picacho, cerro San Jacinto y cerro Chantecuán, y también se encuentran las lomas La Torre y de Candelaria. En la zona se encuentran tipos de suelos como regosoles, latosoles y andosoles, y rocas como lava andesítica y lava basáltica.

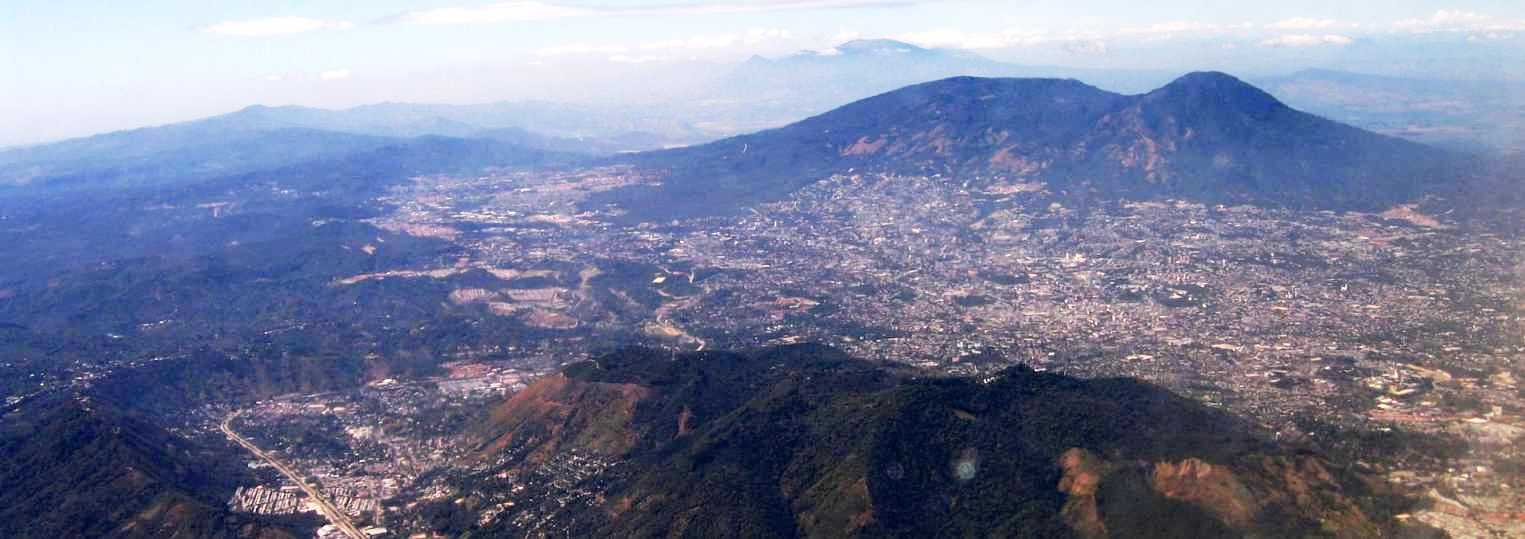
Desde acá se aprecia el valle en el que se asienta San Salvador. El Volcán de San Salvador (parte superior de la imagen) y el cerro San Jacinto (parte inferior de la imagen) en el extremo Occidental y Oriental de la ciudad, respectivamente. El Norte se encuentra a la derecha de la imagen.

### Hidrografía
Los principales ríos del distrito son el río Acelhuate que se encuentra a 2.2 km de la ciudad y el río Iohuapa a 5.2 km también se encuentran los ríos Matalapa, El Garroba, San Antonio, Urbina y Casa de Piedra. Entre las quebradas están El Garrobo, Sirimullo, La Quebradona, Los Cojos, Las Lajas, El Manguito, La Lechuza, La Mascota, San Felipe, Tutunichapa y Mejicanos.

## Política y Gobierno
En el caso de esta ciudad, actualmente es gobernada por el alcalde Mario Durán, quien forma parte del partido Nuevas Ideas, fue elegido para el periodo 2024-2027 bajo la bandera de este partido político. Gobierna al distrito de San Salvador desde la alcaldía de San Salvador Centro, municipio que se creó con la nueva Ley de Reestructuración Municipal. Este nuevo municipio, incluye los distritos de Mejicanos, Ciudad Delgado, Cuscatancingo y Ayutuxtepeque, haciendo una población total del nuevo municipio de 705,808 habitantes. 
En cuanto a la administración del municipio cabe destacar algunos aspectos organizativos. San Salvador cuenta con entidades descentralizadas (comité de festejos, administración de la finca El Espino, Parque Cuscatlán, administración de cementerios, etc.); para la salvaguarda de los intereses de la comuna dispone de un Cuerpo de Agentes Metropolitanos; la estructura comprende Gerencia de mercados y de Servicios a los ciudadanos, bajo la dirección de una Unidad de género; Gerencias de distritos de la comuna (los cuales son seis, para descentralizar el trabajo municipal), Gerencia de finanzas, y una Gerencia del centro histórico, etc. La comuna, además, forma parte del Concejo de Alcaldes del Área Metropolitana de San Salvador (COAMSS), integrada por catorce concejos municipales que conforman el área denominada Gran San Salvador.

### Organización territorial
San Salvador tiene seis zonas distritales, incluyendo el Centro Histórico de acuerdo con la organización del municipio de San Salvador Centro con cuatro distritos a partir del 1 de mayo de 2024. Esta organización sumaría un total de siete zonas que forman el distrito capitalina de El Salvador, con una subdivisión de 146 sectores.
- Zona 1: Centro Gobierno es la que se encuentra las dos sedes de gobierno, la Asamblea Legislativa de El Salvador y la Corte Suprema de Justicia. Además está el Palacio de los Deportes y el Parque Infantil de Diversiones. La zona se divide en 23 sectores: Colonia Isidro Menéndez, Urbanización Santa Adela, Residencial San Carlos, Barrio Belen, Colonia San Carlos, Barrio San Miguelito, Colonia Eugenia, Colonia El Bosque, Colonia La Rábida, Comunidad Layco, Comunidad María Auxiliadora, Colonia Guadalupe, Centro Urbano 5 de Noviembre, Centro Urbano Guatemala, Colonia El Bosque, Comunidad La Fosa, Colonia Médica, Comunidad El Rosario, Colonia Shangari-La, Colonia El Refugio, Colonia Atlacatl, Comunidad Tutunichapa y Comunidad Don Rúa.

- Zona 2: Universitaria es la que comemora a la Universidad Nacional. Esta zona se considera como parte de la comercialización como Metrocentro y el servicio médico como Hospital de Niños Benjamin Bloom. Esta se divide en 33 sectores: Colonia Miramonte, Colonia Lisboa, Residencial Maracaibo, Condominio Torre Activa, Colonia Ciudad Satélite, Comunidad Tutunichapa, Colonia Buenos Aires, Colonia Escalón Norte, Colonia Las Rosas, Reparto Santa Fe, Condominios Medicentro La Esperanza, Colonia El Progreso, Colonia Miravalle, Lotificación Melara, Colonia Centroamérica, Urbanización Universitaria, Colonia El Roble, Colonia Bernal, Urbanización Siglo XXI, Residencial San Luis, Centro Urbano La Libertad, Urbanización Santa Mónica, Colonia Peralta, Colonia El Rosal, Residencial Claudia, Colonia Flor Blanca donde se encuentra el estadio El Mágico y Parque Cuscatlán, Colonia Avila, Condominio Casa Magna, Reparto Caribe, Colonia Terraza, Urbanización Nahuizalco, Urbanización Toluca y Condominio Residencia Bernal.

- Zona 3: Salvador del Mundo es la zona occidental de la ciudad dedicada la Plaza Salvador del Mundo. Es muy conocida por los edificios en el centro urbano de la ciudad capital a nivel nacional. Además se encuentra la Casa Presidencial como sede de gobierno ejecutivo, y varias embajadas internacionales. Se divide en 20 sectores: Comunidad Corazón de María, Cantón Las Provincias, Cantón El Carmen, Colonia Escalón, Comunidad Las Palmas, San Antonio Abad, Colonia Maquilishuat, Condominio Campestre, Residencial El Pedregal, Colonia San Benito, Urbanización La Mascota, Comunidad Monseñor Romero, Zona Rosa, Colonia Lomas Verdes, La Castellana, Urbanización Monte Alto, Residencial Villas del Árbol, Residencial La Hacienda, Comunidad Cristo Redentor y Condominio Residencial Loma Linda.

- Zona 4: Altamira y La Cima es la zona suroriental que se encuentra en el Estadio Cuscatlán. Compuesta por diecisiete sectores: Residencial Altavista, Colonia San Francisco, Comunidad Altos de San Francisco, Caserío La Cima, Colonia La Floresta, Centro Urbano Monserrat, Colonia La Constancia, Colonia Roma, Colonia Manuel José Arce, Colonia Las Mercedes, Villas de San Patricio, Lomas de Candelaria, Reparto los Elíseos, Comunidad Nueva Israel, Colonia Montecristo, Reparto Los Héroes y Lotificación San Nicolás.

- Zona 5: San Jacinto es la zona más grande de la capital que se divide en 34 sectores: Colonia Dina, Colonia Cucumacayán, Comunidad Trujillo, Barrio Santa Anita, Colonia Modelo, Colonia Mazano, Colonia Miraflores, Colonia Málaga, Colonia Nicaragua, Colonia Santa Clara, Colonia Costa Rica, Comunidad El Éxito, Residencial Las Conchas, Urbanización Miguel Palacios, Colonia El Carmen, Colonia Luz, Colonia Alfredo Espino, Colonia Alfa, Colonia Villa Hermosa, Colonia INPEP, Residencial y Comunidad Buenos Aires, Colonia San Torini, Comunidad Darío González, Colonia California, Colonia El Carmen, Planes de los Renderos, Colonia Minerva, Colonia Dolores, Colonia Bello San Juan, Centro Urbano Montserrat, Urbanización Los Nogales, Canton San Juan, Barrio San Jacinto y Condominios IVU.

- Zona 6: Fenadesal es la zona oriental de la ciudad nombrado por el Ferrocarril en El Salvador. Esta se divide en diez sectores: Barrio Lourdes, Comunidad Iberia, Colonia La Charca, Comunidad La Paz, Colonia La Chacra, Colonia San Martín, Colonia San Francisco de Asís, Colonia La Joya, Colonia Don Bosco y Colonia El Paraíso.

- Zona Centro Histórico (ZCH) es una zona especial en donde es el núcleo de la capital. Se divide en nueve barrios: El Calvario, La Merced, Candelaria, La Vega, San Esteban, Concepción, San José, y Santa Lucía.

### Símbolos de la ciudad

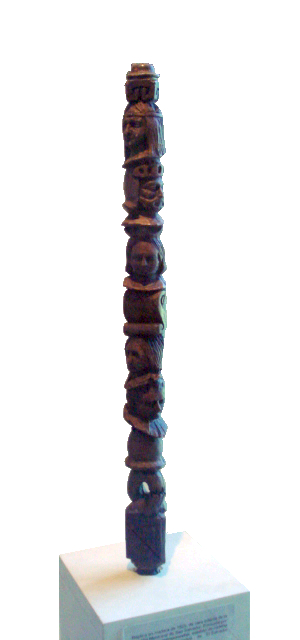
La vara municipal o "Vara Edilicia" de la ciudad de San Salvador.

Desde 5 de mayo de 2015 al 1 de mayo de 2018, la ciudad de San Salvador ostentó otro escudo. El estandarte fue revelado por el alcalde Nayib Bukele quien detalló el significado de los elementos, entre los que se destacan el escudo con tres franjas diagonales (dos azules y blanco al centro), rodeado por una corona de laureles. Bajo el mismo se encuentra un listón con el año «1834» que corresponde a la fecha en la que San Salvador fue capital de la República Federal de Centroamérica. También se encuentran dos espadas que convergen en el blasón que simbolizan pertenecer a Francisco Morazán y Gerardo Barrios, las que además penetran dos pergaminos con las palabras «Ciudad» y «Capital» respectivamente. Todo el emblema se encuentra rodeado por seis estrellas que representan a los seis distritos de San Salvador. 
El 1 de mayo de 2018, tomando la vara edilicia Ernesto Muyshondt, restituyó el anterior escudo creado por José Mejía Vides.
En 2021 el nuevo alcalde Mario Durán Restituyo el escudo que el exalcalde Nayib Bukele realizó en el 2018 y que Ernesto Muyshondt retiró tras su ingreso a la alcaldía, el exalcalde Ernesto Muyshondt  fue acusado por el delito de apropiación indebida de retenciones tributarias en perjuicio de la Hacienda Pública y actualmente guarda prisión.
También existen el himno y la vara edilicia, que fueron adoptados —junto al antiguo escudo— a partir de un concurso promovido en 1943. La bandera fue diseñada por iniciativa de las autoridades. Como himno fue elegido el elaborado por Carlos Bustamante (letra) y Ciriaco de Jesús Alas (música). La vara municipal, por su parte, muestra una serie de figuras y símbolos relativos a la historia local.

## Demografía
San Salvador es la ciudad más poblada del país con un estimado de 330 543 habitantes en el año 2024, y 1 711 476 habitantes en el Gran San Salvador o AMSS, según el censo salvadoreño de 2024. Esto le da una densidad de 4 574.99 habitantes por  kilómetro cuadrado.
Características de la población
De la población total del municipio, el 99.6 % es población urbana, dando un total de 329,379 viviendo en el área urbana y 0.4 % es población rural, un total de 1,164 viviendo en la zonas rurales del distrito. Las áreas clasificadas como rurales en el censo salvadoreño de 2024 del distrito son parte del Cerro San Jacinto y partes de las faldas del Volcán de San Salvador. 
Sexo
Según sexo, el 54.17 % de la población son mujeres, un total de 179,064. Mientras que el 45.83 % son hombres, un total de 151,479.
Etnia
El censo salvadoreño de 2024 encontró que el 1.67% de la población, o un total de 5,528 personas en el distrito de San Salvador se identifican como indígena. De estos, 2,962 se identifican como náhuat, 795 no sabe o no responde, 649 Lencas, 418 pertenecen a otros grupos indígenas, 377 chortí, 169 pocomames, 73 mangue, 62 kakawira, 18 xinca, 3 alagüilac y 2 mixe.
Además, el censo salvadoreño de 2024 contó a 1,823 personas en el distrito que se identifican como afrosalvadoreños. Representando el 0.55% de la población total.
Migración
En el distrito hay un total de 5,911 personas nacidas en el extranjero, es decir, son migrantes, representando el 1.79% de la población del distrito. 
Mientras que 37,800 personas que vivían en el distrito en mayo de 2019, se habían mudado a otro distrito cuando el censo se realizó. De estos, 3,258 se habrían mudado a Santa Tecla, 2,888 a Mejicanos, 2,637 a Soyapango y 2,397 a San Juan Opico. Mientras el resto, a distintos distritos por todo el país.
Por otro lado, un total de 181,632 personas reportaron haber nacido en el distrito de San Salvador, pero que actualmente habrían migrado a otro distrito. 20,583 habrían migrado a Soyapango, 18,086 a Santa Tecla, 15,138 a Mejicanos, 9,896 a Apopa y 9,071 a Colón. El resto a distintos distritos por todo el país.
Un total de 9,971 personas del distrito de San Salvador habrían migrado en los últimos 10 años hacia el extranjero, principalmente jóvenes entre 25 y 34 años. De estos, 6,211 habrían migrado a Estados Unidos, 1,475 a otros países no especificados, 870 a España, 446 a Canadá y 347 a México. Además, un 17.1% de los hogares del distrito, un total de 19,214 reportaron haber recibido remesas en los últimos 12 meses.
Idiomas y Educación
El idioma hablado en el distrito es el español. Sin embargo, 72,494 habitantes o el 21.93% de la población del distrito, habla un segundo idioma. De estos, 70,203 personas hablan inglés como segundo idioma, 3,897 hablan francés, 3,529 otro idioma, 1,573 italiano, 858 español (extranjeros que hablan español como segundo idioma), 231 lenguaje salvadoreño de señas (LESSA), 66 Náhuat, 7 Potón y 3 Cacaopera.
En lo que se refiere a la alfabetización, un total de 7,929 son analfabetos, es decir, no saben leer ni escribir. el 2.65% de la población de 10 años o mayor del distrito. Por lo que el 97.35% de la población sí sabe leer y escribir. Se muestra además una gran disparidad entre hombres y mujeres, ya que 5,662 mujeres no saben leer o escribir, mientras que bajo esa misma categoría se encuentran 2,267 hombres.
El grado de escolaridad promedio, es decir, el número de años que en promedio, la población de 10 años o más ha aprobado en el sistema educativo, en el distrito de San Salvador es de 11.0 años. Esto es mayor que el promedio del departamento de San Salvador que se encuentra en 9.6 años, y mayor que el promedio nacional de 8.0 años.
Además, la población de 3 años o más tiene los siguientes niveles de educación, basado en el último nivel educativo aprobado: el 2.9% de la población del distrito tiene un posgrado, 21.9% tiene educación superior universitaria, 1.7% tiene educación técnica universitaria, 1.4% educación técnica, 32.6% bachillerato, 14.8% séptimo a noveno grado, 16.4% primero a sexto grado, 0.5% educación especial, 2.8% educación parvularia, 1.1% educación inicial y 5% ninguna.
Crecimiento poblacional
| Censo | Población | Cambio | Porcentaje |
| ----- | --------- | ------ | ---------- |
| 2007  | 316 090   | N/D    | N/D        |
| 2024  | 330 543   | 14 453 | 4.6%       |

## Religión

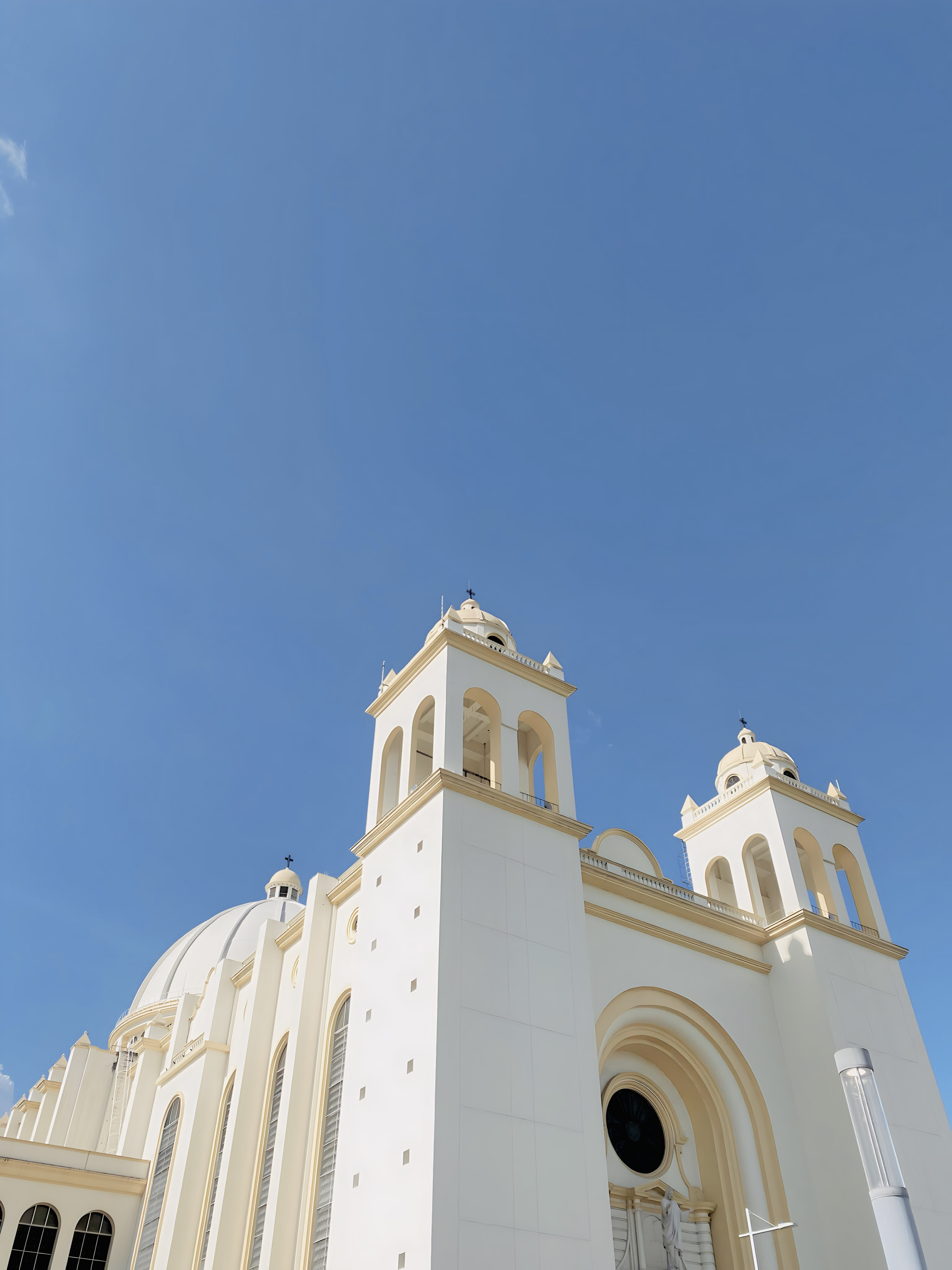
La Catedral Metropolitana del Divino Salvador del Mundo, ubicada en el corazón del centro histórico de San Salvador

En el centro de la ciudad se encuentra la Catedral Metropolitana del Divino Salvador del Mundo que forma parte de la Arquidiócesis de San Salvador. Las fiestas patronales son en honor al Divino Salvador del Mundo, patrono de la ciudad desde la época colonial. Asimismo, la Virgen de la Presentación, la cual pudo haber sido la primera a quien los antiguos pobladores rindieron culto, es considerada "Protectora Patrona de la Ciudad de San Salvador". También la Virgen del Rosario es patrona de la Arquidiócesis y de la metrópolis.
La mayor parte de la población profesa el catolicismo, pero también hay una cantidad considerable de grupos evangélicos y protestantes como la Asociación Bautista de El Salvador (ABES) y Federación Bautista de El Salvador que cuenta con iglesias locales pequeñas en todo el territorio nacional, las Asambleas de Dios, la Iglesia de Dios, la Iglesia Elim, el Tabernáculo Bíblico Bautista "Amigos de Israel", la Misión Centroamericana y Tabernáculo de Avivamiento Internacional (TAI). Existen también comunidades religiosas judías, sin dejar de mencionar a los Testigos de Jehová, La Iglesia de Jesucristo de los Santos de los Últimos Días y Adventistas del Séptimo Día.
| Católicos                  | 42.5% |
| Protestantes y Evangélicos | 28.0% |
| Ninguna                    | 22.2% |
| Otras                      | 6.2%  |
| Agnóstico o ateo           | 2.2%  |

La población de San Salvador es predominantemente católica, con una importante minoría de protestantes. Hay más diversidad de religión que en la mayoría de los países latinoamericanos. La población protestante es en su mayoría evangélica. Una de las iglesias protestantes más grandes de la ciudad es la Iglesia Cristiana Josué (de las Asambleas de Dios), otra es el Tabernáculo Bíblico Bautista, Amigos de Israel (Tabernáculo Bautista Bíblico, Amigos de Israel). También hay una población considerable de miembros de La Iglesia de Jesucristo de los Santos de los Últimos Días, a menudo apodados los mormones. La comunidad mormona en El Salvador construyó recientemente su primer templo. En El Salvador, una estructura de impresionante ingeniería y arquitectura. También hay capillas más pequeñas de los Santos de los Últimos Días en los distritos 1 y 3.
Como en la mayor parte del país, el catolicismo todavía desempeña un papel importante en la celebración de los días festivos, como Las Fiestas Agostinas (Los festivales de agosto) en honor de Jesucristo, el "santo" patrón de El Salvador, conocido como El Salvador del Mundo (El Salvador del Mundo). Estos eventos se están volviendo menos prominentes con un marcado descenso en la población católica durante la última década. San Salvador también alberga a unos 3,500 judíos; la comunidad judía sigue siendo sólida, pero no tanto desde la década de 1980, ya que muchos de ellos se fueron con el inicio de la Guerra Civil Salvadoreña. Muchos judíos habían emigrado a El Salvador durante la Segunda Guerra Mundial debido al trabajo de José Castellanos Contreras, el cónsul general diplomático salvadoreño en Ginebra, Suiza, quien ayudó a un empresario judío-húngaro llamado Gyorgy Mandl (más tarde adoptó el nombre de George Mantello) a salvar a 40,000 judíos en Europa Central de la persecución nazi al entregarles documentos de nacionalidad salvadoreña. La ciudad tiene una pequeña comunidad de palestinos, en su mayoría descendientes de familias cristianas palestinas que emigraron de Palestina a finales del siglo XIX y principios del XX, con la tasa más alta de inmigración entre 1910 y 1925.

## Economía

### Industria y comercio

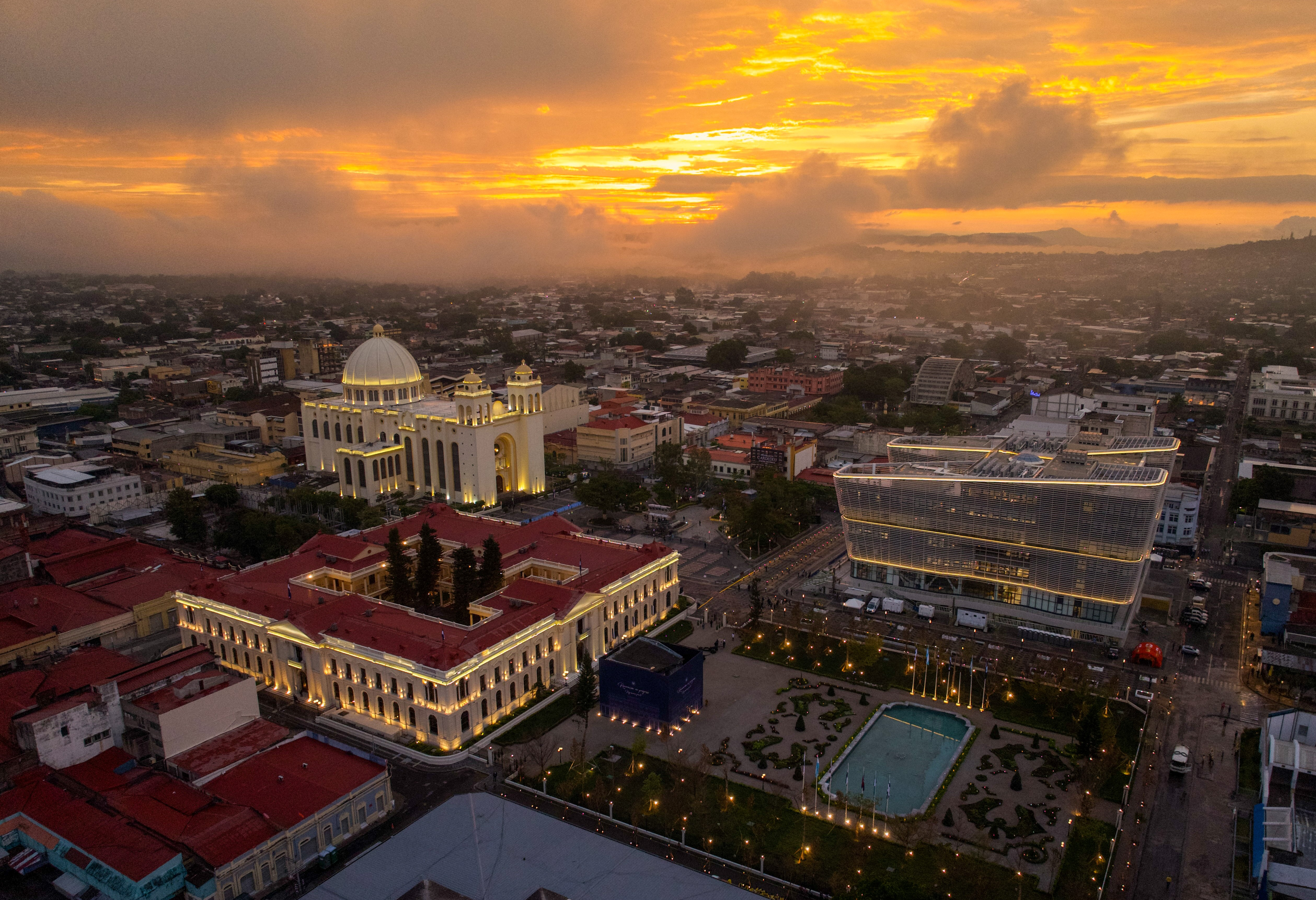
Vista aérea de San Salvador.

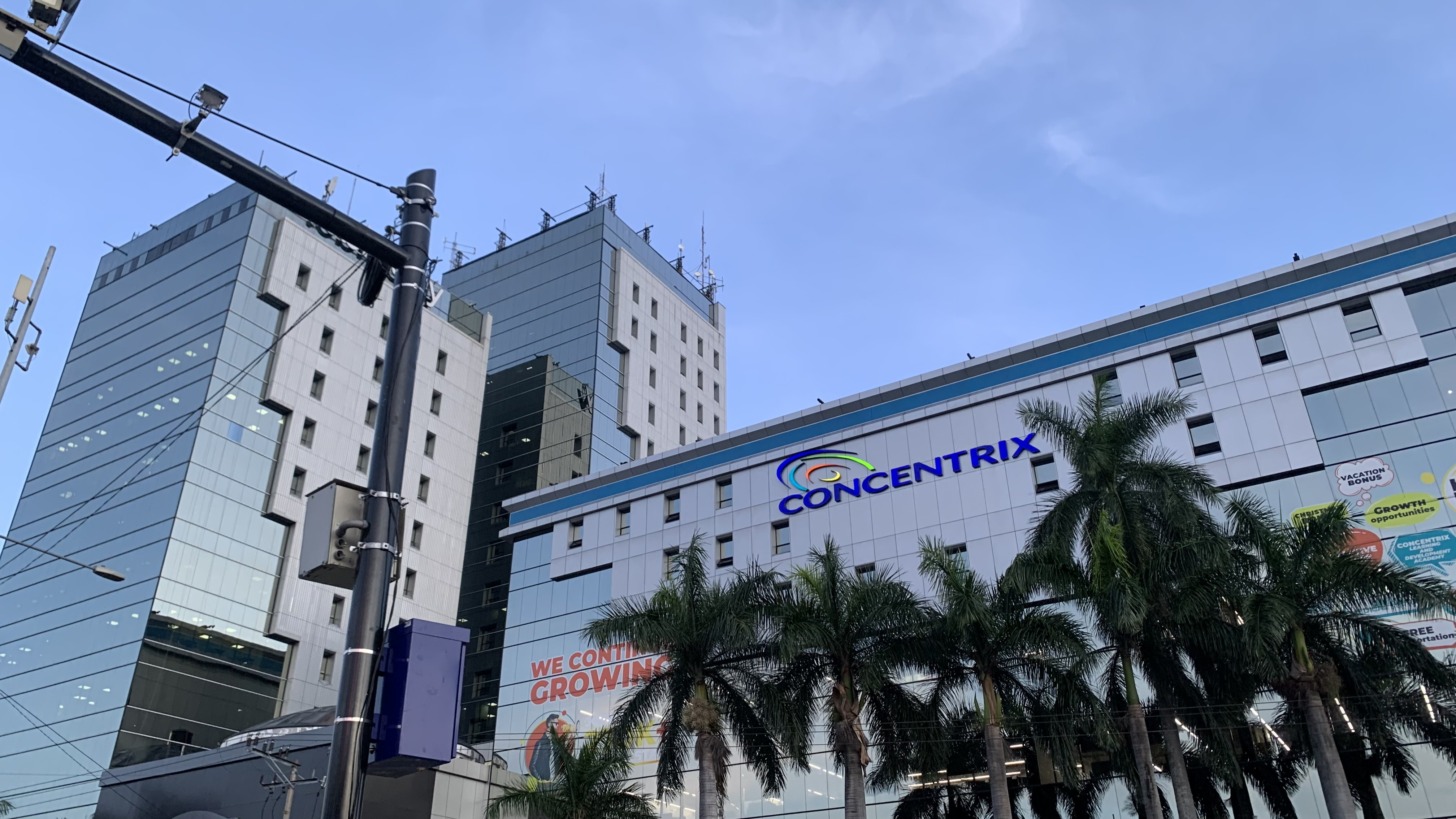
Vista del Centro Financiero Gigante en San Salvador, El Salvador

La ciudad al ser la capital, cuenta con distintos tipos de establecimientos industriales en donde se producen alimentos y bebidas, materiales de construcción, medicamentos y productos químicos, ejemplo de ello son MOLSA (Molinos de El Salvador), Industrias La Constancia, Cadejo Brewing Company, Industrias Topaz, entre otros.
Asimismo, es sede de importantes centros comerciales que, además de ofrecer productos a los visitantes, son una fuente de empleo para muchas familias salvadoreñas; entre ellos cabe mencionar el centro comercial Metrocentro, El Paseo y Centro Comercial Galerías, Plaza San Luis, Plaza Presidente, Bambu Plaza, Plaza Basilea, Plaza Futura, Plaza San Benito, Plaza Centro, Millenium Plaza.
También existen prestigiosos centros de negocios como el Centro Financiero Gigante y el World Trade Center San Salvador,  en donde se alojan importantes empresas y organizaciones internacionales como: Microsoft, Ericsson, BID, Mitsubishi Corporation, Intel AMCHAM, embajada de Japón, embajada del Reino Unido, Banco Agrícola, Organización de Estados Americanos (OEA), Banco Mundial, embajada de la República de Corea, Agencia de Cooperación Japonesa (JICA) y la Agencia de Cooperación Coreana (KOICA). 
Por otra parte, en cuanto al servicio de alojamiento San Salvador cuenta tanto con hoteles de lujo, como de clase turista.
Entre los más importantes:
- Hotel Real InterContinental San Salvador
- Hotel Barceló San Salvador
- Sheraton Presidente San Salvador
- Crowne Plaza San Salvador junto con Plaza Hotel & Suites.

En cuanto a los mercado municipales, destaca el Mercado Central, el más grande de la ciudad que cuenta con diez pabellones; otros mercados son: San Jacinto, Belloso, La Tiendona, Sagrado Corazón de Jesús, Modelo, San Miguelito, Hula Hula, San Antonio, Tinneti, y Cuscatlán, este último que integra tanto el rubro comercial como la actividad cultural.

### Desarrollo inmobiliario y urbanización
En las últimas décadas, San Salvador ha experimentado un notable crecimiento en el sector inmobiliario, impulsado por la urbanización, la inversión extranjera y la demanda de viviendas modernas. Zonas como Escalón, Antiguo Cuscatlán y Santa Elena se han consolidado como áreas de alta plusvalía, con la construcción de edificios residenciales, centros comerciales y complejos corporativos. Además, se han desarrollado proyectos de vivienda vertical y espacios mixtos que combinan residencias, oficinas y áreas comerciales, lo que refleja una tendencia hacia una ciudad más moderna y conectada. Sin embargo, este crecimiento también ha generado retos en cuanto a planificación urbana, acceso a vivienda asequible y sostenibilidad ambiental.

## Cultura y sociedad

### Patrimonio y monumentos

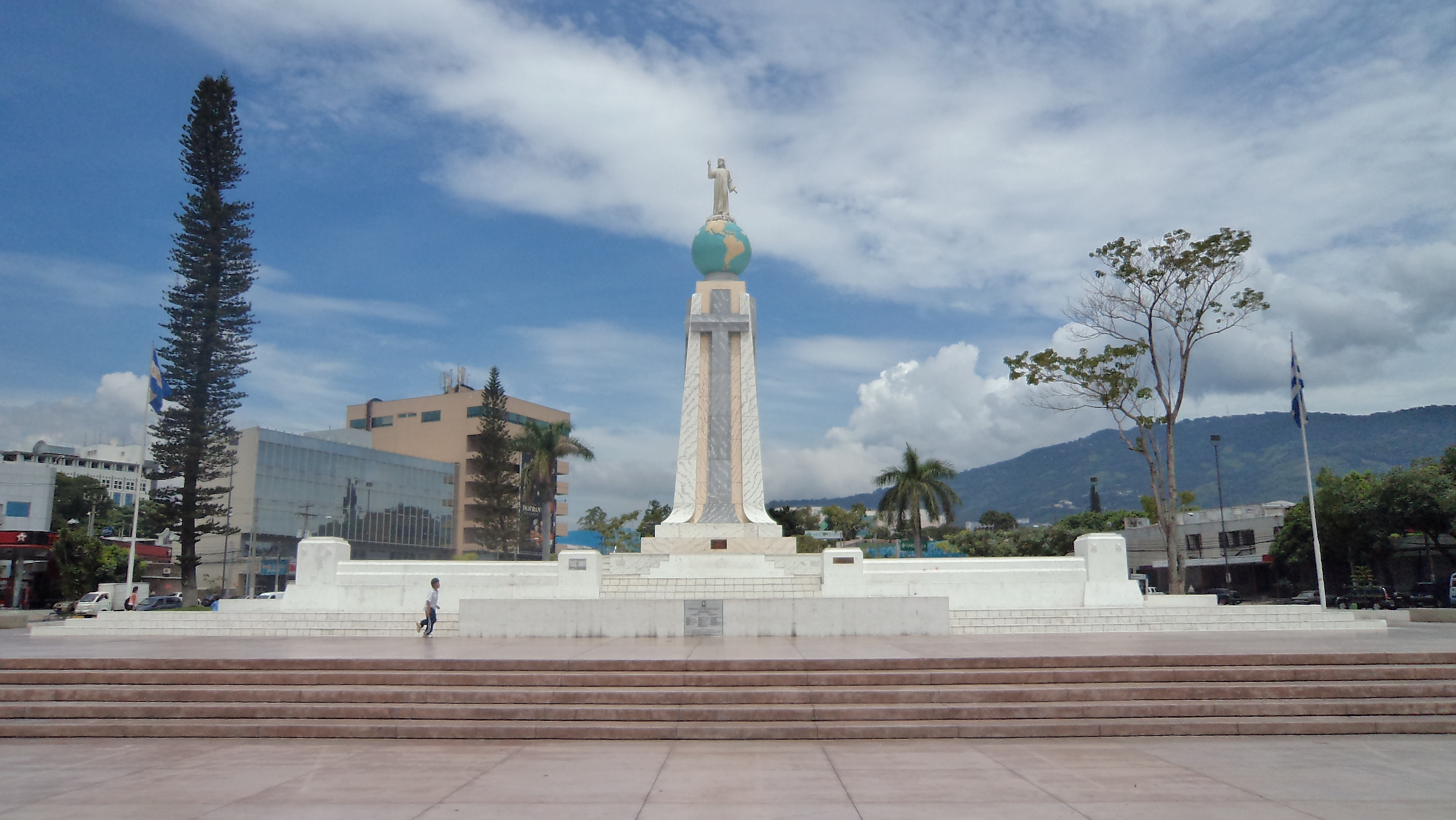
Monumento al Divino Salvador del Mundo.

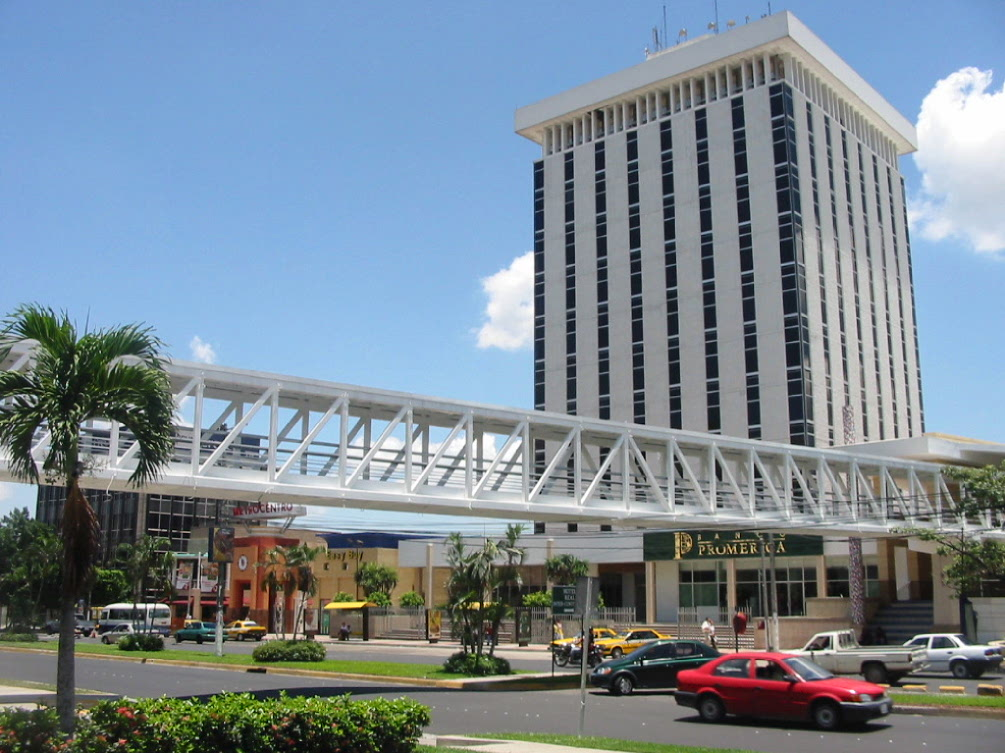
Torre Roble, ubicada sobre el Boulevard de los Héroes. Forma parte del complejo comercial Metrocentro San Salvador. Es sede del Grupo Roble.

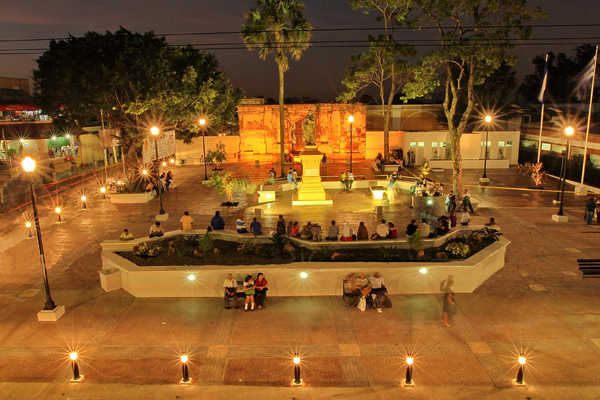
Parque San José.

En San Salvador hay diversos monumentos y lugares de interés histórico, muchos de los cuales forman parte del patrimonio cultural declarado de esta nación. Resalta el Monumento al Divino Salvador del Mundo, ubicado en la plaza Salvador del Mundo, dedicado al Patrono de la ciudad y todo un símbolo nacional. Considerados monumentos nacionales son: el campanario de la Iglesia de La Merced; el mausoleo del escritor Alberto Masferrer;  del capitán general Gerardo Barrios; del General Francisco Morazan, la Iglesia Nuestra Señora de Candelaria; el Teatro Nacional de San Salvador, el Palacio Nacional; y el Hospital Rosales, entre otros; como bienes culturales: la Casa de las Academias; ex Casa Presidencial; Parque Venustiano Carranza; Salón Azul del Palacio Nacional, etc.; también entre los lugares históricos destaca la Iglesia El Rosario, construida en el antiguo asiento de la Catedral de la ciudad. 
Algunos de estos sitios se encuentran dentro del denominado centro histórico de San Salvador, donde se inició el crecimiento de la ciudad desde la época colonial. Esta área ha sido destruida a través del tiempo por desastres naturales y las edificaciones que se mantienen son de finales del siglo XIX e inicios del XX; para el caso, allí se encuentran la plaza Francisco Morazán, plaza Barrios y la plaza Libertad con el Monumento a los Próceres. Al oeste de la capital se encuentra el Monumento a la Revolución, erigido a mediados del siglo XX. Un conjunto interesante es el Cementerio de Los Ilustres en el Cementerio General de San Salvador, que ostenta diversos mausoleos y estatuas artísticas, pues allí descansan los restos de miembros de la élite política y económico así  como personalidades del acontecer salvadoreño, entre ellos tenemos a Francisco Morazán, Maximiliano Hernández  Martínez, Manuel Enrique Araujo, Gerardo Barrios, o escritores como Salarrué y Claudia Lars. Por otro lado, en memoria de las víctimas de la Guerra Civil Salvadoreña, se encuentra el Monumento a la Memoria y la Verdad en el parque Cuscatlán.

### Actividades culturales y entretenimiento

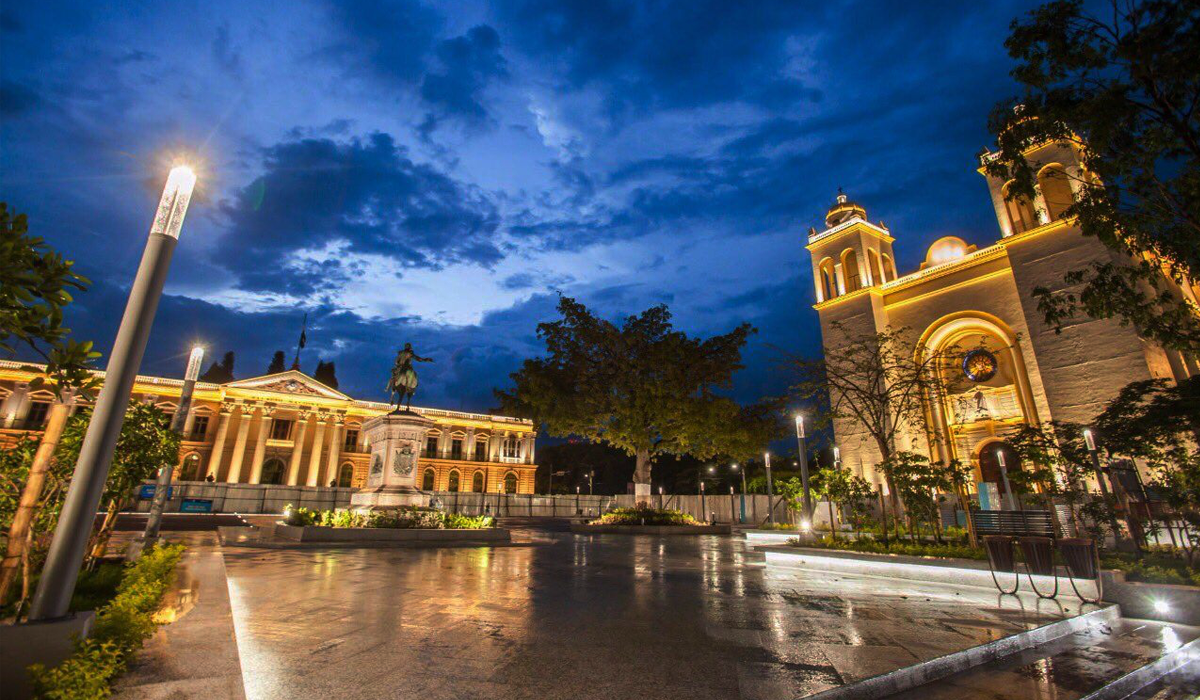
Plaza Gerardo Barrios, frente a la Catedral metropolitana de San Salvador y Palacio Nacional.

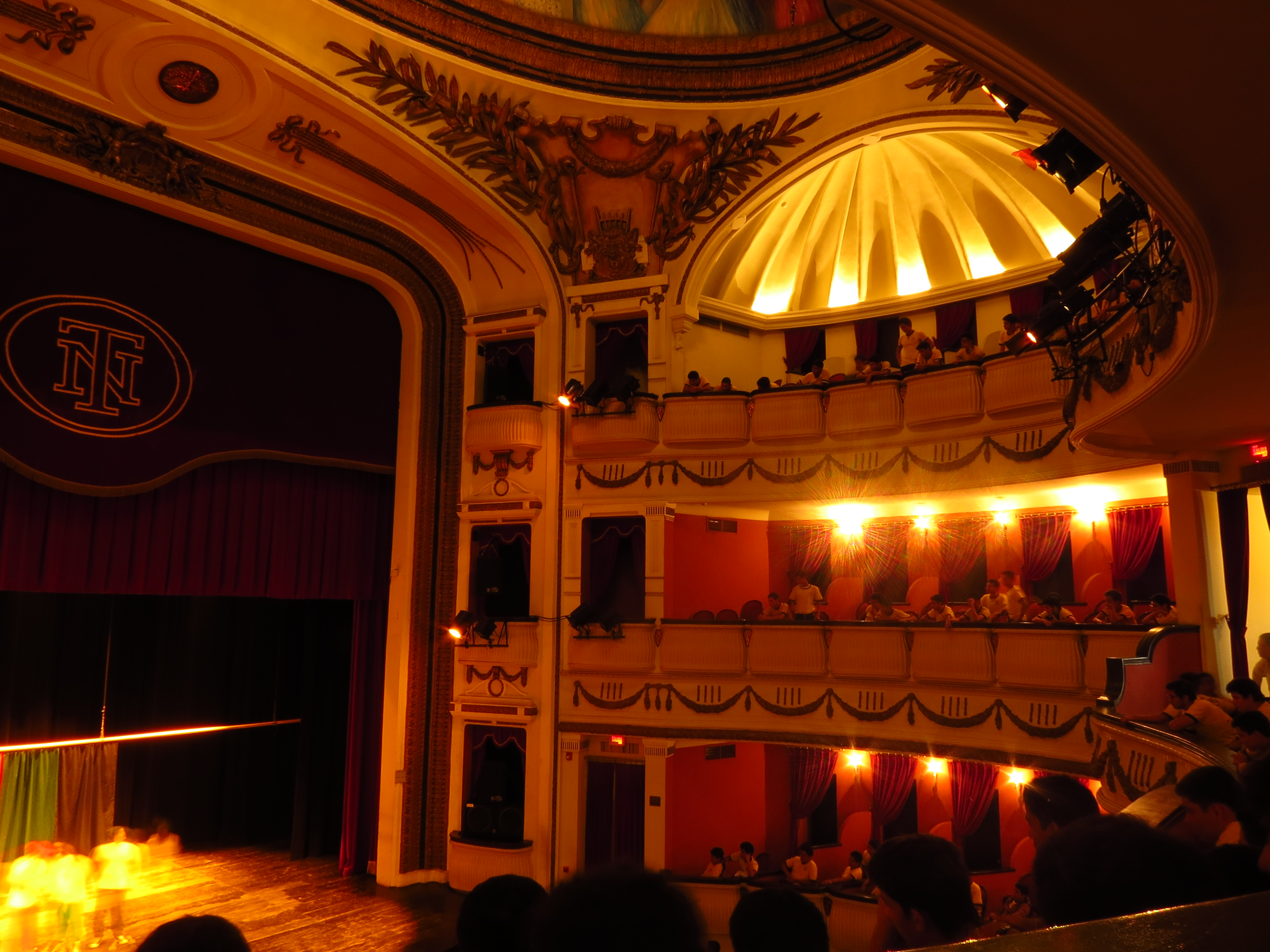
Interior, Gran Sala del Teatro Nacional

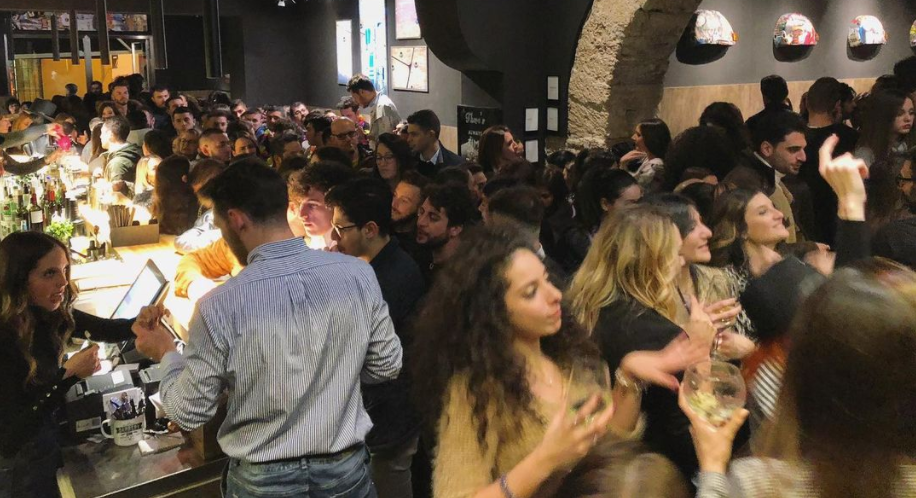
Vida nocturna en San Salvador, El Salvador.

Para el disfrute de la vida nocturna en esta capital existe una variada oferta de restaurantes, discotecas y bares. Para el caso, hay zonas identificadas que concentran estos centros de esparcimiento: la Zona Rosa, al oeste, sobre el bulevar del Hipódromo; la Zona Real, ubicada en los alrededores del bulevar de Los Héroes; y el paseo General Escalón. Cabe destacar que algunos de estos contornos están comprendidas dentro de las áreas donde no es permitido portar de armas de acuerdo a una ley de la república. Los espectáculos musicales multitudinarios se realizan en los grandes recintos deportivos como el Gimnasio Nacional, el Estadio Cuscatlán,  y hasta el año 2019 en el anfiteatro del desaparecido Centro Internacional de Ferias y Convenciones, hoy Hospital El Salvador. Otra opción es la segunda estructura más alta del país: la Torre Futura, que alberga oficinas y área comercial.
En San Salvador existen temporadas de teatro. El mejor lugar para la presentación de las artes escénicas es el Teatro Nacional. Otros establecimientos incluyen: el Teatro Luis Poma, Teatro Municipal Roque Dalton, el Teatro Presidente sede de la Orquesta Sinfónica de El Salvador, o el Centro Cultural de España. También hay exhibiciones de la Orquesta Sinfónica Nacional y Juvenil. Para la muestra de artes plásticas hay sitios como la Sala Nacional de Exposiciones "Salarrué" ubicada dentro del Parque Cuscatlán, y otras de carácter privado como el Museo Forma y el Museo de Arte (MARTE). En cuanto a las salas de cine, la oferta se encuentra en los grandes centros comerciales. Un espacio importante para el desarrollo del arte y la cultura es el Centro Cívico Cultural Legislativo.
Concerniente a los lugares de recreo familiar, la ciudad cuenta con el Parque Cuscatlán, el Zoológico Nacional (cerrado de forma permanente en el año 2022), Parque Saburo Hirao, Parque Metropolitano El Talapo, Parque del Bicentenario y el Parque Infantil de Diversiones.
A principios del mes de agosto se celebran las fiestas patronales dedicadas al Divino Salvador del Mundo. En esta ocasión los eventos principales son el desfile de correos, los desfiles de carrozas que atraviesan la ciudad, el campo de la feria, además de una procesión religiosa el 5 de agosto, que culmina en una ceremonia que representa la Transfiguración de Jesús; y una misa principal, el día 6 de agosto, frente a la Catedral Metropolitana.
Por otro lado, la XIV Asamblea de la Unión de Ciudades Capitales Iberoamericanas eligió a San Salvador como Capital Iberoamericana de la Cultura para el año 2011, en vista de la celebración del Bicentenario del Primer Grito de Independencia de Centroamérica.

#### Centro Comerciales
Durante las últimas décadas, San Salvador y sus alrededores del oeste (Santa Tecla y Antiguo Cuscatlán), han tenido incremento comercial debido a esto se han construidos centro comerciales, además de que San Salvador es el centro económico más importante de El Salvador y uno de los más importantes de América Central
Los principales centros comerciales del área metropolitana de San Salvador son:
- Metrocentro San Salvador, ubicado  sobre el bulevar de Los Héroes en San Salvador
- Centro Comercial Galerías, ubicado sobre el paseo General Escalón en San Salvador
- Multiplaza Panamericana, ubicado en la carretera Panamericana y calle Chiltiupan en el municipio de Antiguo Cuscatlán.
- La Gran Vía, ubicado en la carretera Panamericana y calle Chiltiupan municipio de Antiguo Cuscatlán.
- Centro Comercial Las Cascadas, ubicado en la carretera Panamericana y  calle Chiltiupan en Antiguo Cuscatlán.
- Plaza Merliot, ubicado en el municipio de Santa Tecla.
- Bambu City, ubicado sobre el bulevar del Hipódromo en la Zona Rosa,  colonia San Benito, San Salvador.
- La Skina, ubicado en el municipio de Santa Tecla
- Centro Comercial Santa Rosa, Ubicado en calle Real, municipio de Santa Tecla.
- Estación del Casco, ubicado en la avenida El Espino en San Salvador.

### Museos y bibliotecas

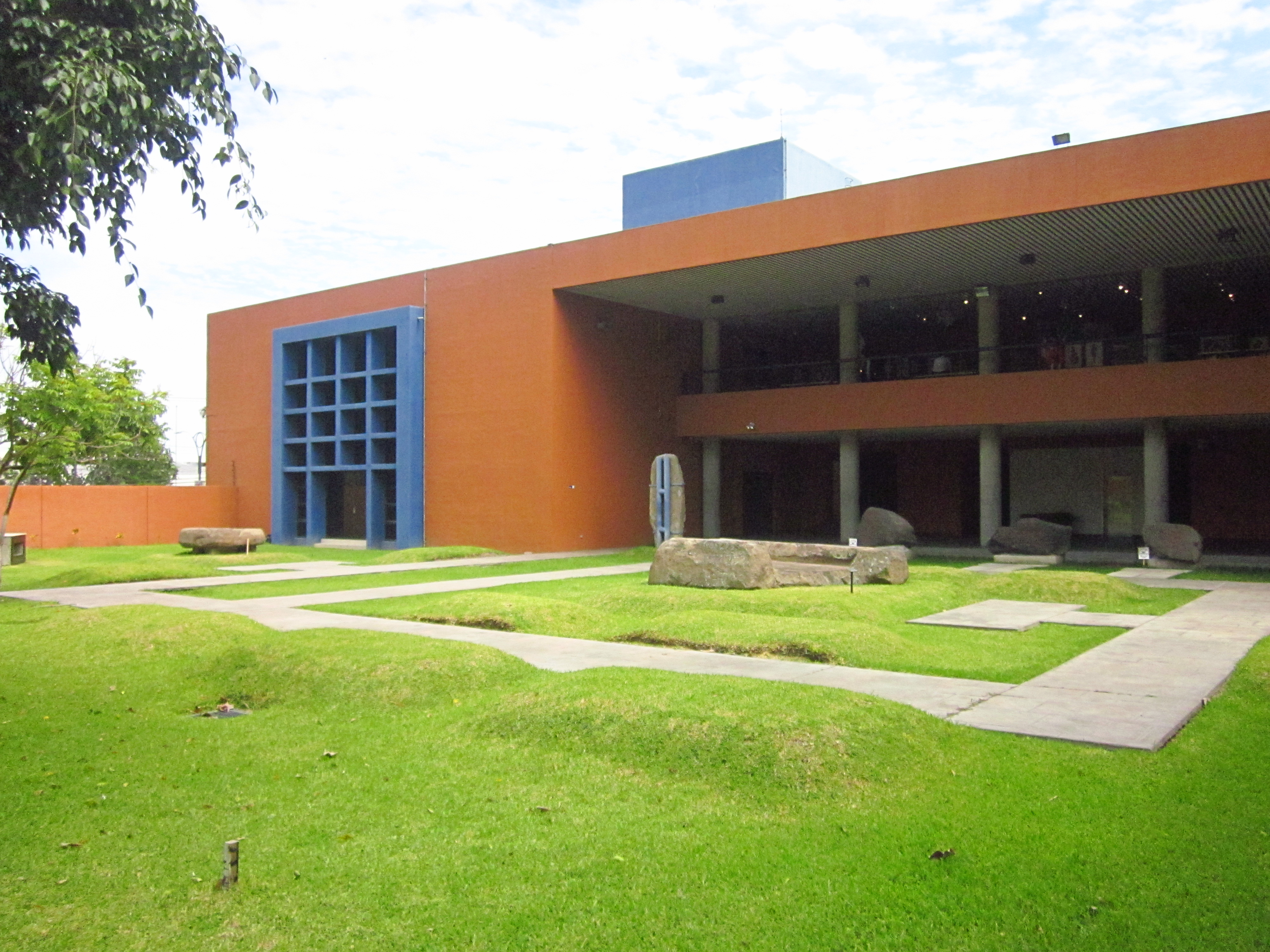
El Museo Nacional de Antropología Dr. David J. Guzmán.

Al oeste de San Salvador se localizan dos instituciones importantes para las actividades relacionadas con la cultura de El Salvador. El primero de ellos es el Museo Nacional de Antropología Dr. David J. Guzmán (MUNA), una institución dedicada al estudio y preservación de la identidad de este país a través de diversas investigaciones, exhibiciones permanentes  e itinerantes relacionadas con la arqueología y antropología. El otro es el Museo de Arte de El Salvador (MARTE) que fue inaugurado en 2003 como una institución privada sin fines de lucro que exhibe colecciones de arte nacional y privadas, además de realizar otros programas educativos y actividades como conciertos, ferias de libros. Otros sitios en la capital incluyen: para los niños, el Museo Tin Marín, contiguo al Parque Cuscatlán; al sur se encuentran el Centro de Historia Militar el cual comprende: el Museo de Historia Militar, La plaza Memorial a la Soberanía Nacional, el Mapa en Relieve a Escala de El Salvador, entre otros,  este ocupa las antiguas instalaciones del cuartel El Zapote, siempre al Sur encontramos el Museo de Historia Natural dentro del Parque Saburo Hirao. También la urbe cuenta con el Museo de la Palabra y la Imagen, Museo de Arte Popular para la exposición de artesanías de Ilobasco, el Museo Universitario de Antropología propiedad de la Universidad Tecnológica de El Salvador,  Museo del Banco Hipotecario de El Salvador y Museo del Ferrocarril, la Sala Memorial de Mártires dedicada a la memoria de los seis padres Jesuitas asesinados por la FAES junto con dos colaboradoras (madre e hija) durante la ofensiva "Hasta El Tope" en el año 1989.
En cuanto a bibliotecas se refiere, destacan la Biblioteca Nacional de El Salvador (cuyo actual edificio fue construido gracias al apoyo económico de la República Popular China), el Archivo General de la Nación (ubicado en el actual edificio de la Biblioteca Nacional), la Biblioteca de la Asamblea Legislativa y la Biblioteca General de la Fuerza Armada. Asimismo existen otras importantes bibliotecas dentro de instituciones educativas tales como la Universidad de El Salvador, etc.

### Educación
De acuerdo a la base de datos del Ministerio de Educación, en el municipio funcionan 316 centros educativos, de los cuales 125 son de carácter público y 191 de carácter privado.
En cuanto a las instituciones de educación superior, tienen su sede algunas de las más importantes universidades del país, entre ellas:
- Universidad de El Salvador (pública).
- Universidad Tecnológica de El Salvador.
- Universidad Salvadoreña Alberto Masferrer.
- Universidad Pedagógica de El Salvador.
- Universidad Luterana Salvadoreña.
- Universidad Francisco Gavidia.
- Universidad Modular Abierta.
- Universidad Politécnica de El Salvador.
- Universidad Dr. Andrés Bello.

## Deporte

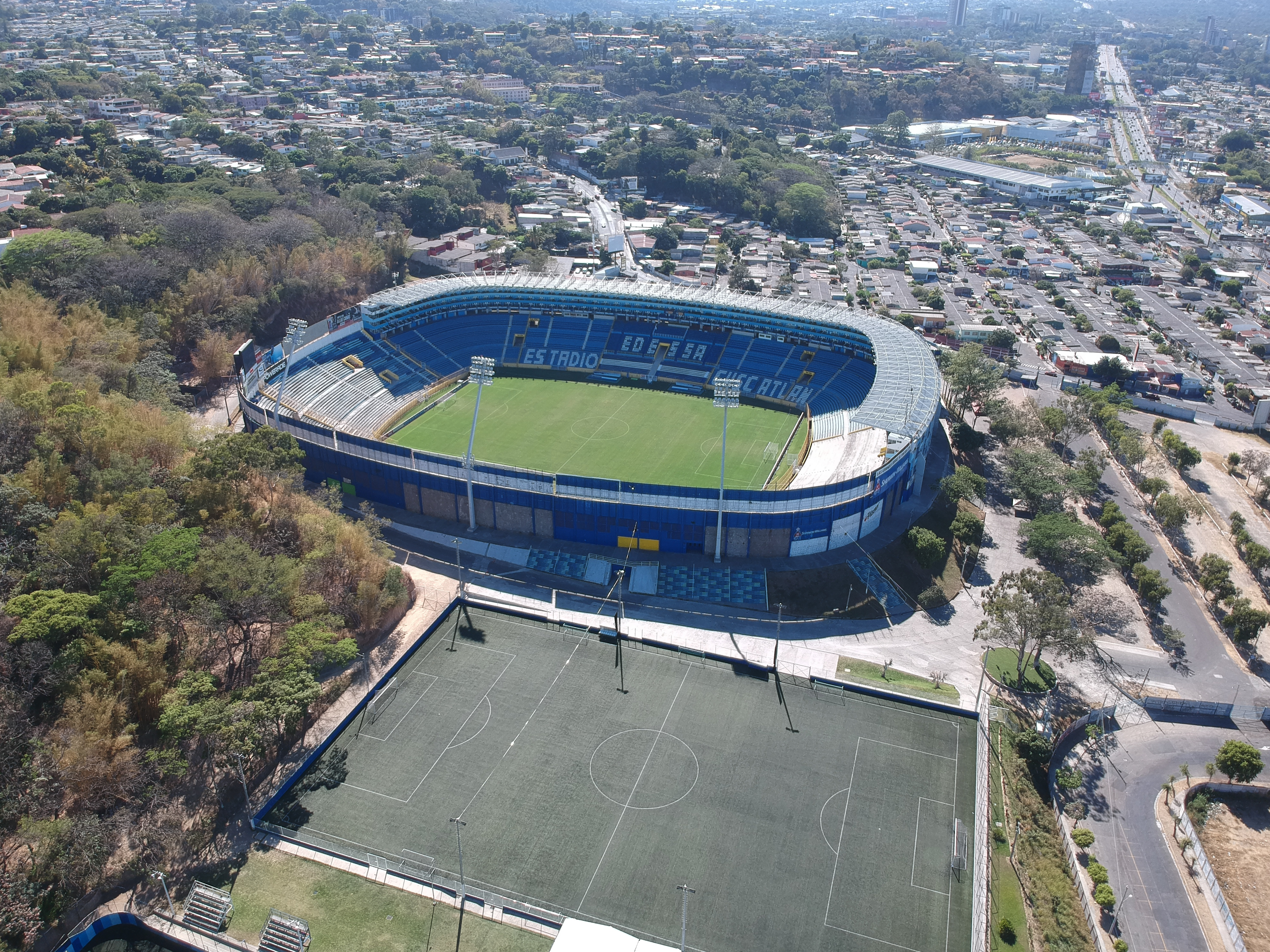
El Monumental Estadio Cuscatlán, junto con su cancha de entrenamiento.

La ciudad alberga importantes escenarios para la práctica del deporte a nivel nacional e internacional. El principal de ellos es el Estadio Cuscatlán, de propiedad privada y el más grande de Centroamérica. Es la sede de la Selección nacional de fútbol y de los equipos Alianza F.C., Club Deportivo Hércules de la primera división, C.D. Atlético Marte también es de la ciudad, pero ya no participa en el fútbol nacional. Otros son de administración pública, bajo la dirección del Instituto Nacional de los Deportes de El Salvador (organización con asiento en esta urbe), tales como el Estadio Nacional Jorge "Mágico" González (antes llamado de la "Flor Blanca"), que cuenta, además de cancha de fútbol, con pista de atletismo e instalaciones para otros deportes.

También la Universidad de El Salvador cuenta con el Estadio Universitario, sede del C.D. Universidad de El Salvador. Asimismo, se encuentran el Palacio de los Deportes "Carlos El Famoso Hernández", escenario de múltiples disciplinas bajo techo, como lo es también el Gimnasio Nacional “Adolfo Pineda” y el Complejo para Deportes Acuáticos y Velódromo-Patinódromo Nacional (llamado popularmente "el Polvorín").
Otras instalaciones incluyen el Parque nacional de Pelota “Saturnino Bengoa” para la práctica del béisbol; y para el softbol, la Cancha "José Arnoldo Guzmán". El Centro Internacional de Ferias y Convenciones de El Salvador es otra alternativa para alojar disciplinas bajo techo.
El Comité Olímpico de El Salvador tiene su sede en San Salvador, y bajo su dirección se han realizado los más importantes eventos a nivel internacional, siendo ellos los III, XIX y XXIV Juegos Centroamericanos y del Caribe en 1935, 2002 y 2023, respectivamente.
| Predecesor: La Habana    | Ciudad Centroamericana y Caribeña 1935 | Sucesor: Ciudad de Panamá    |
| Predecesor: Maracaibo    | Ciudad Centroamericana y Caribeña 2002 | Sucesor: Cartagena de Indias |
| Predecesor: Barranquilla | Ciudad Centroamericana y Caribeña 2023 | Sucesor: Santo Domingo       |

## Transporte y telecomunicaciones

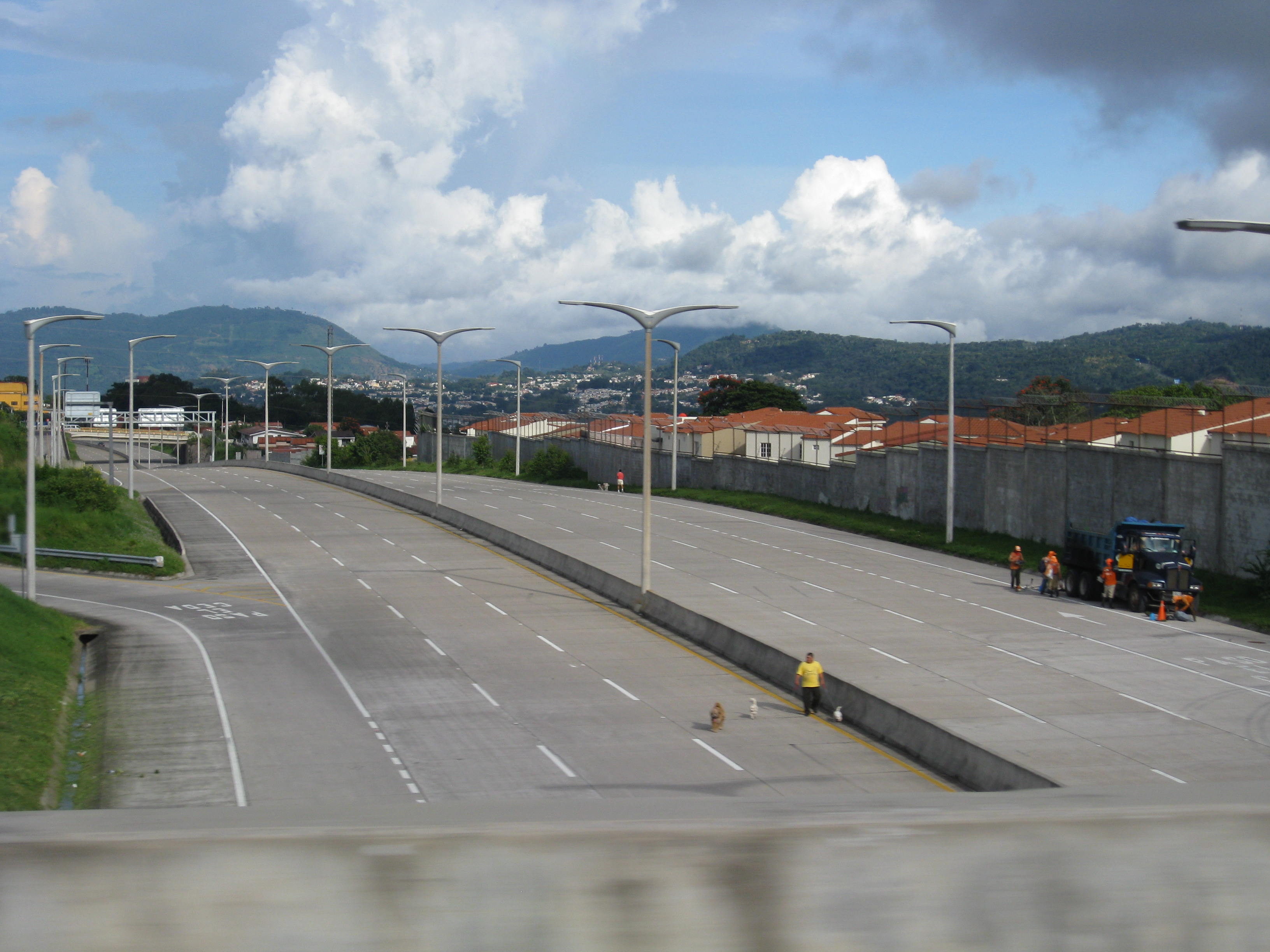
Bulevar Monseñor Óscar Romero (inicialmente llamado bulevar Diego de Holguín), cuando aún no había sido inaugurado.

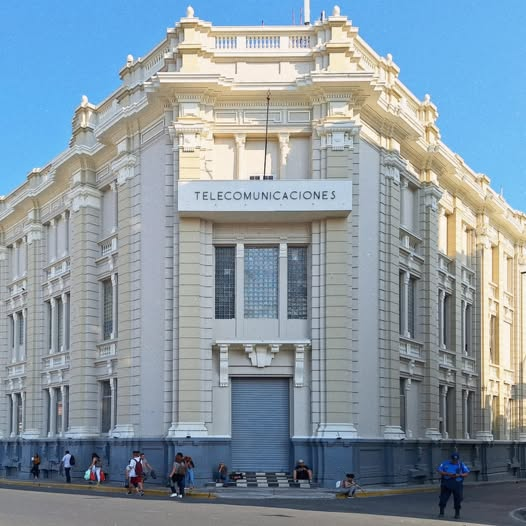
Edificio de Telecomunicaciones en el centro histórico de San Salvador, tomada en 2024.

En el área metropolitana de San Salvador circulan alrededor de 200.000 vehículos diarios registrados. Hacia el propio municipio de San Salvador, en horas pico de la mañana, se realizan unos 300.000 viajes. Alrededor de la ciudad hay vías primarias que la comunican con el interior del país, siendo estas la carretera Troncal del Norte, que dirige hacia el municipio  de Apopa y llega hasta el municipio de Citalá en el departamento  de Chalatenango, la carretera a Santa Tecla con rumbo al Occidente del país, la carretera al Aeropuerto Internacional de El Salvador , y el bulevar del Ejército Nacional, que dirige al Oriente. Por ser la ciudad paso obligado si se atraviesa el territorio, el gobierno ha construido, desde inicios del siglo, diversas vías para el descongestionamiento del tráfico vehicular. Entre estas carreteras están el trayecto Troncal del Norte a Soyapango, prolongación bulevar Constitución, y el bulevar Monseñor Romero al poniente de la capital.
Otra importante obra culminó en febrero de 2017 con la construcción del «Túnel Masferrer», también al poniente de la ciudad, el cual permite el tráfico fluido de vehículos entre la avenida Jerusalén y la avenida Masferrer Norte por debajo del redondel Alberto Masferrer. Dicha obra incorpora dos «pasarelas inclusivas» que sirve de paso a peatones y ciclistas, y que además dispone de ascensores y gradas metálicas para personas con discapacidad.
La denominación numérica de calles y avenidas está organizada de acuerdo a los cuatro cuadrados que forman el cruce de la avenida España y avenida Cuscatlán (al norte y al sur, respectivamente), con las calles Arce y Delgado (al poniente y oriente) en el centro de la ciudad. Así, las avenidas con números impares Norte y Sur se encuentran al oeste de este cruce y las de números pares al Este. Las calles, por su parte, con denominación impar poniente y oriente, están al norte del cruce; las pares poniente y oriente, al sur. Entre las calles y avenidas principales de la ciudad se encuentran el paseo General Escalón, la alameda Manuel Enrique Araujo-Alameda Franklin D. Roosevelt-calle Rubén Darío, la alameda Juan Pablo II, el bulevar de Los Héroes, bulevar Venezuela, bulevar Los Próceres, bulevar Constitución, bulevar Constitución, bulevar El Hipódromo, etc.
En cuanto al transporte público, hay una disponibilidad considerable de autobuses y microbuses a un costo de US$0.20 y US$0.35 para los primeros y de US$0.25 para los segundos. En San Salvador se encuentran, asimismo, las Terminales de Occidente y Oriente que son punto de las unidades de autobuses que se dirigen a diversas zonas del país, así como empresas de transporte terrestre internacional que brindan servicio para los demás países de Centroamérica y el sur de México.  

### SITRAMSS

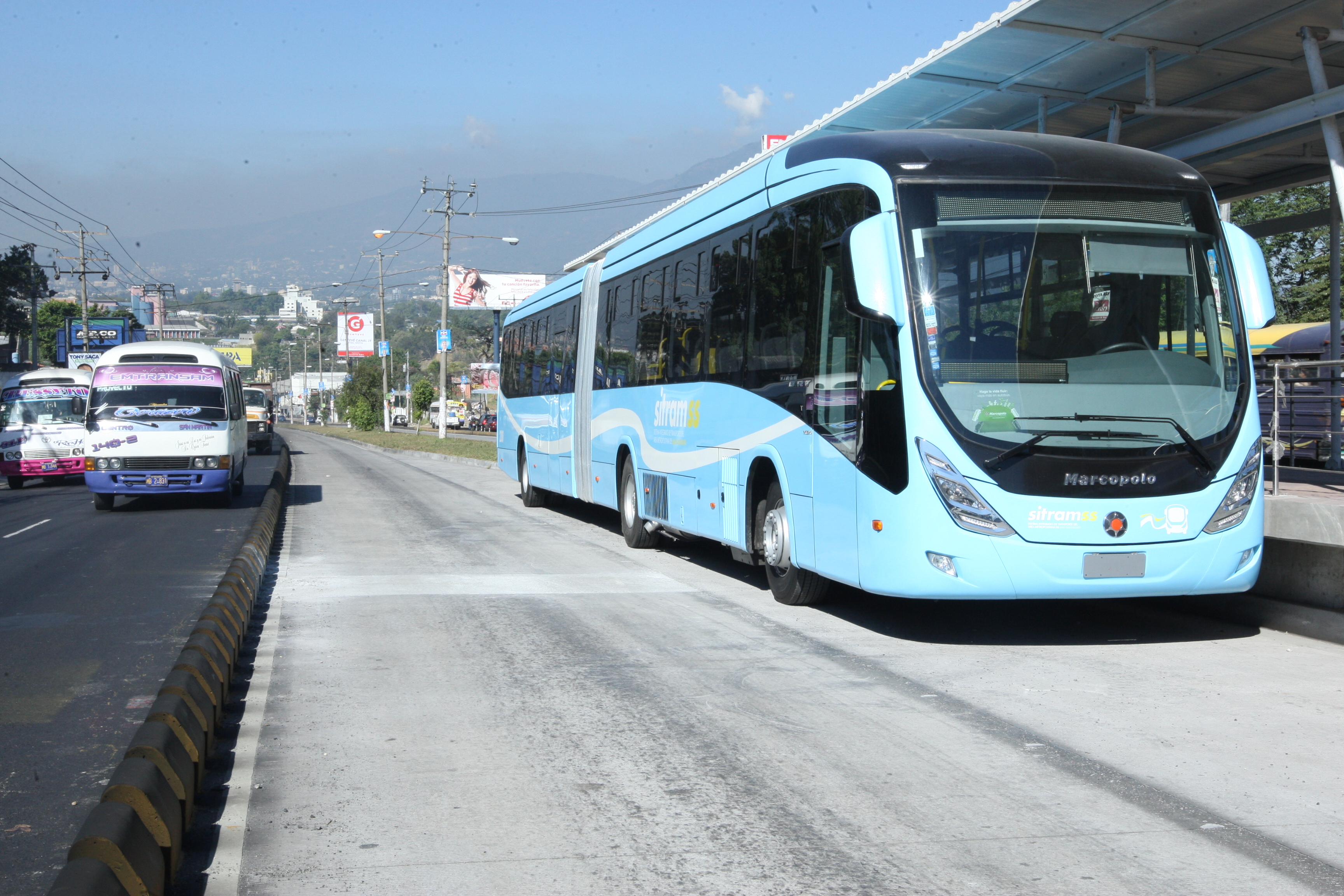
Autobús articulado del sistema BRT del SITRAMSS en la Ciudad.

San Salvador forma parte de la ruta del Sistema Integrado de Transporte del Área Metropolitana de San Salvador (Sitramss). Esta obra consiste en la construcción de corredores exclusivos para buses articulados BRT que transportarán pasajeros desde San Martín hasta Santa Tecla. Entró en funcionamiento en el mes de diciembre de 2013, de forma parcial. El sistema cuenta con tarjeta prepago, y tiene como beneficios la seguridad, rapidez y la contribución a un medio ambiente más limpio.
Por la pandemia del COVID-19 el servicio fue suspendido, sin embargo, el Ministerio de Obras Públicas y de Transporte, ha reiterado a lo largo de la gestión presidencial de Nayib Bukele, la necesidad de un nuevo transporte colectivo para el área metropolitana de San Salvador, por lo cual el ministro del MOP, Romeo Rodríguez,  ha mencionado en varias ocasiones que están haciendo estudios y planes de factibilidad para este nuevo Transporte.
A septiembre del 2022, posterior a la pandemia, el servicio de SITRAMSS fue declarado fuera de funcionamiento y actualmente las estaciones que brindaban el servicio están abandonadas.

### Transporte Aéreo
Los principales aeropuertos que sirven a la ciudad de San Salvador son el Aeropuerto Internacional de El Salvador y el Aeropuerto Internacional de Ilopango, El Aeropuerto Internacional de El Salvador, está localizado a 30 minutos de la capital y desde ahí se atienden a 31 destinos directos hacia Norteamérica, Centroamérica, Sur América, Europa y El Caribe. El Aeropuerto Internacional de Ilopango está habilitado únicamente para atender vuelos de carácter civil, taxis aéreos y TAG Airlines que ofrece servicios regulares a Ciudad de Guatemala, San Pedro Sula y Roatán. En 2022 el gobierno de El Salvador ha anunciado el proyecto de construcción del Aeropuerto Internacional en la zona oriental del país.

### Medios de comunicación

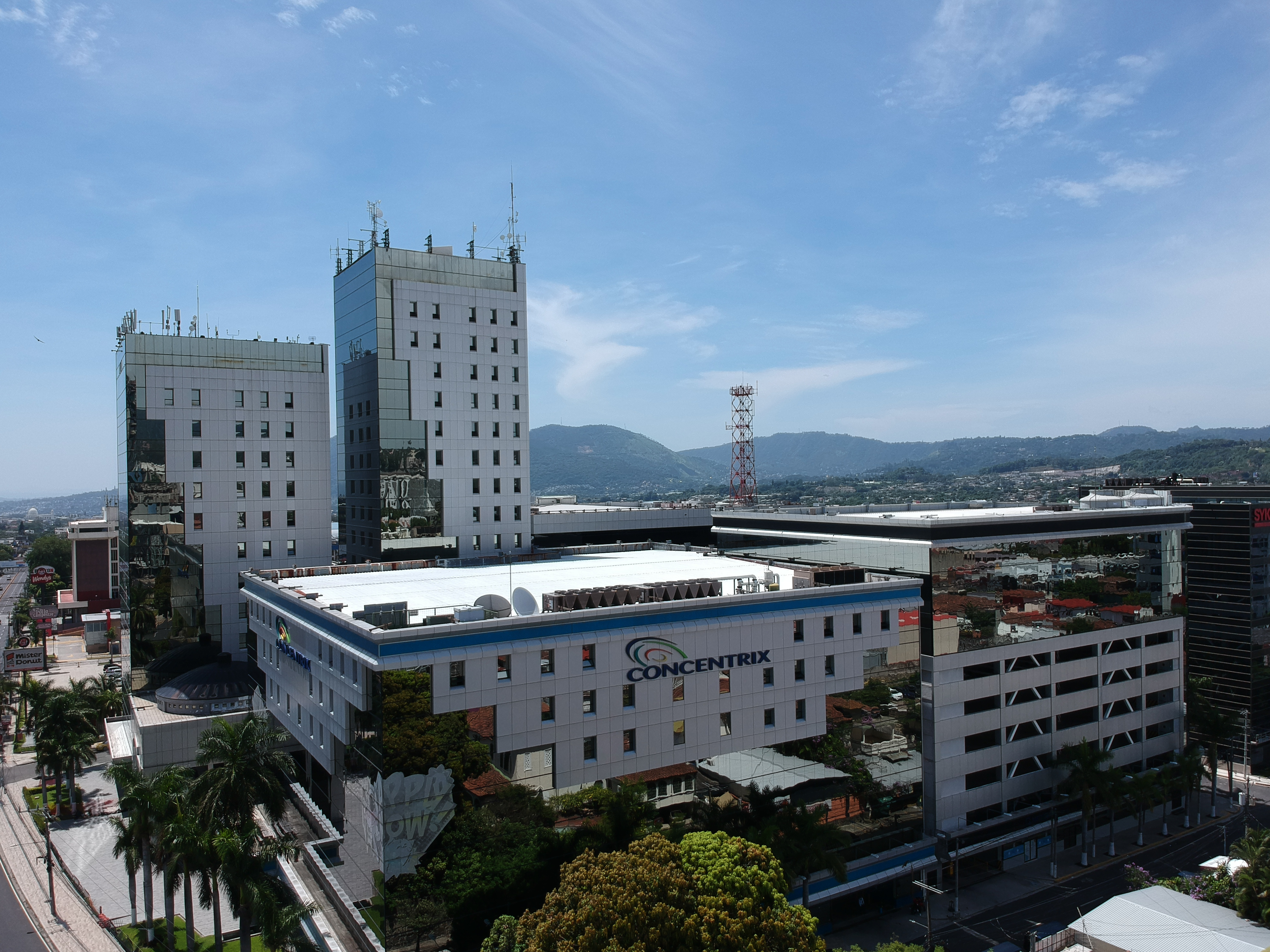
Centro Financiero Gigante, lugar donde se encuentran varias sedes de empresas de telecomunicaciones como Telefónica y Tigo, a nivel nacional e internacional.

La ciudad dispone de la variedad de medios de comunicación modernos. En telefonía fija, pública y móvil, tienen su sede en la urbe las principales empresas dedicadas a estos servicios en el país. Entre ellas se encuentran Claro, Telefónica, Tigo, Digicel, etc. También hay cobertura en servicios de televisión por cable, satelital, digital e Internet.
Los principales medios escritos tienen su sede en esta ciudad, algunos de los principales periódicos del país, entre ellos El Diario de Hoy, Diario El Mundo. En cuanto a la televisión, también tienen su asiento empresas como Telecorporación Salvadoreña, Grupo Megavisión, y Tecnovisión; también hay teledifusoras de instituciones educativas (Universidad Francisco Gavidia) y cristianas (católicas y protestantes). En cuanto a radiodifusoras, hay diversidad de programación en las frecuencias de FM y AM, tanto de contenido comercial, participativo-comunitario o cristiano (de línea católica o protestante).
Desde la llegada del Presidente Nayib Bukele al poder, la sociedad experimenta por primera vez en décadas, una zona de la ciudad libre de pandilla las cuales tenían azotada la capital con el cobro de extorsión a los comerciantes y a los transeúntes de la zona. Desde que el presidente Bukele instaló el régimen de estado de excepción, el estado ha retomado el control del territorio, rescatando así el casco histórico de la ciudad y diversas áreas y edificaciones icónicas en la ciudad permitiendo así en crecimiento económico en la región y asegurando la mayor seguridad a través de la presencia del ejército y la policía nacional civil.

## Relaciones internacionales
Hermanamientos que la Alcaldía de San Salvador ha realizado con otras ciudades y entidades políticas:

### Hermanamientos
Tienen 14 capitales hermanadas con:
| - Caracas (Venezuela) - Ciudad de Guatemala (Guatemala) - Ciudad de México (México) - Ciudad de Panamá (Panamá) - Lima (Perú) - Madrid (España) - Managua (Nicaragua) | - Pekín (China) - Rabat (Marruecos) - San José (Costa Rica) - Santo Domingo (República Dominicana) - Taipéi (Taiwán) - Tegucigalpa (Honduras) - Washington D. C. (Estados Unidos) |

Tienen 10 ciudades hermanadas con:
| - Belo Horizonte (Brasil) - Guadalajara (México) - Los Ángeles (Estados Unidos) - Medellín (Colombia) | - Miami (Estados Unidos) - Monterrey (México) - Montreal (Canadá) | - Santiago (República Dominicana) - São Paulo (Brasil) - Sevilla (España) |

### Otras entidades políticas
- Senado Estatal de California, Estados Unidos.

| Predecesor: Ciudad de México | Capital Iberoamericana de la Cultura 2011 | Sucesor: Cádiz |

### Sitios web consultados
- Asamblea legislativa de El Salvador
- "El Salvador (origen del nombre)"